# 2023-as Eurovíziós Dalfesztivál
A 2023-as Eurovíziós Dalfesztivál volt a hatvanhetedik Eurovíziós Dalfesztivál, melyet az Egyesült Királyságban rendeztek meg, annak ellenére, hogy a 2022-es Eurovíziós Dalfesztivált az ukrán Kalush Orchestra Stefania című dala nyerte. 2022. június 17-én az EBU bejelentette, hogy Oroszország ukrajnai inváziója miatt a második helyen végzett briteknek ajánlják fel a rendezés lehetőségét.
Ez volt az első alkalom 1998 óta, hogy a versenyt a szigetországban rendezték, a dalfesztivál történelmében pedig rekordnak számító kilencedik alkalommal látták el a britek a házigazdai feladatokat, ebből az ötödik alkalom volt, hogy más ország helyett vállalták el. Emellett ez volt az első alkalom, hogy Liverpool rendezte a versenyt, nyolcadjára pedig Anglia, valamint a harmadik alkalom 2011 és 2022 után, hogy az Öt Nagy ország egyikében rendezték meg a dalfesztivált. Hetedjére fordult elő az is, hogy nem az előző év győztese rendezte a versenyt. Legutóbb negyvenhárom évvel korábban, 1980-ban volt erre példa.
37 ország erősítette meg a részvételét a versenyen, az előző évhez képest nem vett részt Bulgária, Észak-Macedónia és Montenegró.
A verseny győztese a Svédországot képviselő Loreen lett, aki 583 pontot összegyűjtve nyerte meg a döntőt, ezzel az ország hetedik győzelmét aratva. A Tattoo című dal emellett 15 ország szakmai zsűrijétől kapta meg a maximális 12 pontot. Győzelmével Loreen lett Johnny Logan után a második olyan előadó, aki kétszer is megnyerte a dalfesztivált.
A műsor elődöntőit és a döntőjét körülbelül 162 millió ember látta, ami 1 milliós javulás az előző évhez képest.

## A helyszín és a verseny témája
A 2022-es Eurovíziós Dalfesztivált Ukrajna nyerte a Kalush Orchestra Stefania című dalával, és a hagyományoknak megfelelően az Európai Műsorsugárzók Uniója (EBU) kezdetben Ukrajnának adott lehetőséget a 2023-as verseny megszervezésére. Ukrajna korábban kétszer adott otthont a versenynek, 2005-ben és 2017-ben, mindkét alkalommal Kijevben. A 2022-es ukrajnai orosz invázió fényében azonban kérdésessé vált, hogy az ország képes lesz-e az esemény megrendezésére. Emiatt több ország is jelezte rendezési szándékát arra az estre, ha Ukrajna nem tudna otthont adni a versenynek, köztük Belgium, az Egyesült Királyság, Hollandia, Lengyelország, Olaszország, Svédország és Spanyolország, utóbbi azonban később visszavonta rendezési szándékát. Utoljára 1980-ban fordult elő, hogy a versenynek nem az előző évben győztes ország adott otthont.
2022. május 16-án Mikola Csernotickij, az ukrán állami műsorszolgáltató, a Szuszpilne (UA:PBC) elnöke kijelentette, hogy egy békés Ukrajnában kívánják megrendezni a következő évi versenyt, és remélik, hogy az ország garantálni tudja majd a biztonságot minden résztvevőnek és delegációiknak. Csernotickij május 20-án megerősítette, hogy a műsorsugárzó tárgyalásokat kezd az EBU-val a verseny megrendezésével kapcsolatban.
Számos ukrán politikus szorgalmazta, hogy a verseny Ukrajnában kerüljön megrendezésre. Volodimir Zelenszkij elnök kijelentette, hogy reméli, hogy a versenyre egy napon Mariupolban kerülhet sor. Mikola Povoroznik, a Kijev Város Államigazgatásának első helyettesvezetője május 26-án jelezte, hogy Kijev készen áll a verseny megrendezésére, amennyiben erre felkérést kap. Olekszandr Tkacsenko ukrán kulturális miniszter június 3-án bejelentette, hogy feltételes változtatásokat kíván megvitatni az EBU-val annak érdekében, hogy a versenyt az országban lehessen megrendezni. Tarasz Melnyicsuk, az ukrán kormány képviselője az Ukrán Legfelsőbb Tanácsban június 10-én megerősítette, hogy bizottságot hoztak létre a verseny lebonyolításának elősegítésére.
2022. június 16-án az UA:PBC és az ukrán kormány megbeszélést folytatott az EBU-val, hogy megvitassák a lehetséges ukrajnai rendezési lehetőségeket. A találkozón a műsorsugárzó Lvivet, Kárpátalját és Kijevet javasolta lehetséges helyszíneknek. A következő napon az EBU bejelentette, hogy az UA:PBC-vel és külső szakértőkkel történt egyeztetéseket követően Ukrajna nem tudja megrendezni a versenyt, valamint hogy megkezdődnek a tárgyalások a BBC-vel az Egyesült Királyságban való esetleges rendezésről. Az Egyesült Királyság végzett a második helyen a 2022-es Eurovíziós Dalfesztiválon Sam Ryder Space Man című dalával. A bejelentést követően Csernotickij, Tkacsenko és a verseny három ukrán győztese közös nyilatkozatban kérte az EBU és az UA:PBC közötti további tárgyalások lefolytatását az Ukrajnában történő rendezéssel kapcsolatban. Az ukrajnai rendezést támogatta Boris Johnson korábbi brit miniszterelnök, a TVP lengyel műsorsugárzó, Piotr Gliński lengyel kulturális miniszter, miniszterelnökhelyettes és Nadine Dorries korábbi brit kulturális államtitkár is. Az EBU június 23-i hivatalos közleménye azonban megerősítette a korábbi szervezői döntést.
Végül július 25-én vált hivatalossá, hogy a 2023-as Eurovíziós Dalfesztiválnak az Egyesült Királyság ad otthont.
A bejelentést követően húsz brit város jelezte rendezési szándékát. Az előzetesen jelentkező városok közül Brighton, Cardiff, Derry, Prudhoe, Nottingham, Sunderland és Wolverhampton azonban később visszalépett.
Augusztus 12-én jelentették be a hivatalosan benyújtott pályázatok első szűkített listáját, melyen hét város (Birmingham, Glasgow, Leeds, Liverpool, Manchester, Newcastle és Sheffield) szerepelt.
Szeptember 27-én vált hivatalossá, hogy a 2023-as verseny rendező városa Glasgow és Liverpool közül kerül ki. A rendező várost, mely végül Liverpool lett, október 7-én jelentették be. A verseny pontos helyszíne a 11 000 férőhelyes Liverpool Arena lett, mely korábban a 2008-as MTV Europe Music Awardsnak is otthont adott.
| Egyesült Királyság Glasgow Liverpool Birmingham Leeds Manchester Newcastle Sheffield Aberdeen Belfast Bristol Edinburgh Darlington London Brighton Cardiff Londonderry Nottingham Sunderland Wolverhampton Prudhoe |

Kulcsok:
 †   Rendező város
 ‡   Pályázó városok
     Nem megfelelő helyszínek
| Város                                              | Intézmény                         | Kapacitás                         | Megjegyzés |                                   |                                   |                                   |
| Hivatalosan benyújtott pályázatok                  | Hivatalosan benyújtott pályázatok | Hivatalosan benyújtott pályázatok | Hivatalosan benyújtott pályázatok | Hivatalosan benyújtott pályázatok | Hivatalosan benyújtott pályázatok | Hivatalosan benyújtott pályázatok |
| -------------------------------------------------- | --------------------------------- | --------------------------------- | --- | --------------------------------- | --------------------------------- | --------------------------------- |
| Glasgow ‡                                          | OVO Hydro                         | 14 500                            | Az egyik legesélyesebb helyszín volt, amelyet az Eurovíziós Dalfesztivál: A Fire Saga története film forgatási helyszíneként is használtak.                                         |                                   |                                   |                                   |
| Liverpool †                                        | Liverpool Arena                   | 11 000                            | Az egyik legesélyesebb helyszín volt. |                                   |                                   |                                   |
| Második körben visszaléptetett pályázatok          |                                   |                                   | |                                   |                                   |                                   |
| Birmingham ‡                                       | Resorts World Arena               | 15 685                            | — |                                   |                                   |                                   |
| Leeds ‡                                            | First Direct Arena                | 13 781                            | — |                                   |                                   |                                   |
| Manchester ‡                                       | AO Arena                          | 21 000                            | — |                                   |                                   |                                   |
| Newcastle ‡                                        | Utilita Arena Newcastle           | 11 000                            | — |                                   |                                   |                                   |
| Sheffield ‡                                        | Utilita Arena Sheffield           | 13 600                            | — |                                   |                                   |                                   |
| Benyújtott, első körben visszaléptetett pályázatok |                                   |                                   | |                                   |                                   |                                   |
| Aberdeen ‡                                         | P&J Live                          | 15 000                            | — |                                   |                                   |                                   |
| Belfast ‡                                          | SSE Arena                         | 11 000                            | — |                                   |                                   |                                   |
| Bristol ‡                                          | YTL Arena Bristol                 | 17 000                            | A helyszín építés alatt áll. |                                   |                                   |                                   |
| Darlington ‡                                       | The Darlington Arena              | 25 500                            | A rendezéshez szükséges lett volna egy tető építése. |                                   |                                   |                                   |
| Edinburgh ‡                                        | Royal Highland Centre             | 10 500                            | — |                                   |                                   |                                   |
| London ‡                                           | O2 Aréna                          | 17 000                            | — |                                   |                                   |                                   |
| London ‡                                           | Wembley Aréna                     | 12 500                            | — |                                   |                                   |                                   |
| Be nem nyújtott pályázatok                         |                                   |                                   | |                                   |                                   |                                   |
| Brighton                                           | Brighton Centre                   | 5 000                             | Megfelelő helyszín hiányára hivatkozva visszalépett 2022. augusztus 11-én. |                                   |                                   |                                   |
| Cardiff                                            | Principality Stadium              | 73 931                            | A helyszínen a verseny idejében tartandó egyéb rendezvényekre hivatkozva visszalépett 2022. augusztus 3-án.                                                                         |                                   |                                   |                                   |
| Derry                                              | Millennium Forum                  | 1 000                             | A helyszín nem felelt volna meg a kapacitásra vonatkozó követelményeknek. Megfelelő helyszín és a szálláshely-infrastruktúra hiányára hivatkozva visszalépett 2022. augusztus 8-án. |                                   |                                   |                                   |
| Nottingham                                         | Motorpoint Arena Nottingham       | 15 865                            | A helyszín nem felelt volna meg a kapacitásra vonatkozó követelményeknek. 2022. augusztus 9-én visszalépett.                                                                        |                                   |                                   |                                   |
| Prudhoe                                            | N/A                               | —                                 | Megfelelő helyszín hiányára hivatkozva visszalépett. |                                   |                                   |                                   |
| Sunderland                                         | Stadium of Light                  | 60 000                            | A rendezéshez szükséges lett volna egy tető építése. A helyszínen a verseny idejében tartandó egyéb rendezvényekre hivatkozva visszalépett 2022. augusztus 10-én.                   |                                   |                                   |                                   |
| Wolverhampton                                      | Molineux Stadion                  | 32 050                            | A rendezéshez szükséges lett volna egy tető építése. |                                   |                                   |                                   |

### Műsorvezetők

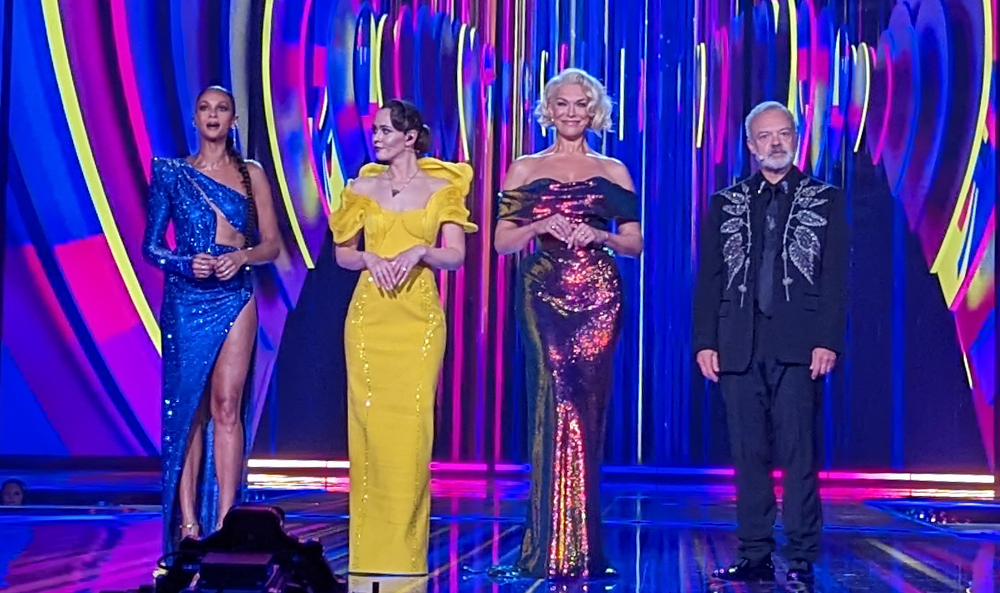
A verseny műsorvezetői: Alesha Dixon, Julia Sanina, Hannah Waddingham és Graham Norton

2023. február 22-én jelentették be a dalverseny négy műsorvezetőjét Alesha Dixon, Graham Norton, Hannah Waddingham és Julia Sanina személyében. Ez volt a második alkalom 2009 után, hogy a dalfesztivál elődöntőinek és döntőjének különböző műsorvezetői voltak, az elődöntőket Alesha Dixon, Hannah Waddingham és Julia Szanyina vezette, míg döntőben Graham Norton is csatlakozott hozzájuk.
Dixon énekesnő, dalszerző és műsorvezető, Norton 2009 óta a műsor brit kommentátora, Waddingham háromszoros Laurence Olivier- és Emmy-díjas színésznő, míg Szanyina a The Hardkiss nevű ukrán alternatívrock-együttes énekesnője, a 2016-os Eurovíziós Dalfesztivál ukrán nemzeti válogatóműsorának második helyezettje volt.

## Változások a szavazási rendszerben
2023-ban jelentős változások történtek a szavazási rendszerben. A zsűri innentől csak a döntőben szavaz, az elődöntők továbbjutóiról teljes egészében a közönség döntött, valamint bevezették plusz egy országként a Világ többi részét a szavazásban, így ezáltal engedélyezve lett a nem résztvevő országokban is a szavazás. Ezzel együtt megváltozott az élő adások előtti családi show és zsűri show megnevezés, melyet innentől délutáni bemutató show-nak és esti bemutató show-nak neveznek.

## A résztvevők
A versenyt szervező Európai Műsorsugárzók Uniója 2022. október 20-án hozta nyilvánosságra a résztvevők hivatalos listáját. Visszalépett a versenytől Bulgária, Észak-Macedónia és Montenegró, így az előző évhez képest hárommal kevesebb, 37 ország vett részt a 2023-as versenyen.
A dalfesztiválokon 2022-ig az angol nevén Czech Republic-ként induló Csehország ettől az évtől a rövid nevén, Czechia néven vesz részt az eurovíziós versenyeken, így az Eurovíziós Dalfesztiválon is.
A Dániát képviselő Reiley lett az első feröeri előadó a dalfesztivál történetében.
2015 óta először fordult elő, hogy Finnország versenydala finn nyelven hangzik el.
| Ország             | Műsorsugárzó       | Előadó                    | Dal                    | Nyelv                      | Dalszerző(k) |
| ------------------ | ------------------ | ------------------------- | ---------------------- | -------------------------- | --- |
| Albánia            | RTSH               | Albina & Familja Kelmendi | Duje                   | albán                      | Enis Mullaj Eriona Rushiti                                                                                        |
| Ausztrália         | SBS                | Voyager                   | Promise                | angol                      | Alex Canion Ashley Doodkorte Simone Dow Daniel Estrin Scott Kay                                                   |
| Ausztria           | ORF                | Teya & Salena             | Who the Hell Is Edgar? | angol                      | Selina-Maria Edbauer Ronald Janeček Pele Loriano Teodora Špirić                                                   |
| Azerbajdzsán       | İTV                | TuralTuranX               | Tell Me More           | angol                      | Nihad Aliyev Tural Bağmanov Turan Bağmanov Tunar Taghiyev                                                         |
| Belgium            | VRT                | Gustaph                   | Because of You         | angol                      | Jaouad Alloul Stef Caers                                                                                          |
| Ciprus             | CyBC               | Andrew Lambrou            | Break a Broken Heart   | angol                      | Jimmy Jansson Thomas Stengaard Jimmy "Joker" Thörnfeldt Marcus Winther-John                                       |
| Csehország         | ČT                 | Vesna                     | My Sister’s Crown      | angol, ukrán, cseh, bolgár | Adam Albrecht Michal Jiráň Patricie Kaňok Šimon Martínek Kateryna Vatchenko Tanita Yankova                        |
| Dánia              | DR                 | Reiley                    | Breaking My Heart      | angol                      | Bård Bonsaksen Sivert Hjeltnes Hagtvet Rani Petersen Hilda Stenmalm                                               |
| Egyesült Királyság | BBC                | Mae Muller                | I Wrote a Song         | angol                      | Mae Muller Karen Poole Lewis Thompson                                                                             |
| Észtország         | ERR                | Alika                     | Bridges                | angol                      | Alika Milova Wouter Hardy Nina Sampermans                                                                         |
| Finnország         | Yle                | Käärijä                   | Cha Cha Cha            | finn                       | Johannes Naukkarinen Aleksi Nurmi Jere Pöyhönen                                                                   |
| Franciaország      | France Télévisions | La Zarra                  | Évidemment             | francia                    | Banx & Ranx Benny Adam La Zarra                                                                                   |
| Görögország        | ERT                | Victor Vernicos           | What They Say          | angol                      | Victor Vernicos Jørgensen                                                                                         |
| Grúzia             | GPB                | Iru                       | Echo                   | angol                      | Beni Kadagidze Iru Hecsanovi Giorgi Kuhianidze                                                                    |
| Hollandia          | AVROTROS           | Mia Nicolai & Dion Cooper | Burning Daylight       | angol                      | Dion Cuiper Jordan Garfield Loek van der Grinten Duncan de Moor Michaja Nicolaï                                   |
| Horvátország       | HRT                | Let 3                     | Mama ŠČ!               | horvát                     | Damir Martinović Mrle Zoran Prodanović                                                                            |
| Írország           | RTÉ                | Wild Youth                | We Are One             | angol                      | Jörgen Elofsson Conor O'Donohoe Edward Porter                                                                     |
| Izland             | RÚV                | Diljá                     | Power                  | angol                      | Diljá Pétursdóttir Pálmi Ragnar Ásgeirsson                                                                        |
| Izrael             | IPBC               | Noa Kirel                 | Unicorn                | angol, héber               | Noa Kirel Doron Medalie May Sfadia Yinon Yahel                                                                    |
| Lengyelország      | TVP                | Blanka                    | Solo                   | angol                      | Maria Broberg Marcin Górecki Maciej Puchalski Bartłomiej Rzeczycki Blanka Stajkow Julia Sundberg Mikołaj Trybulec |
| Lettország         | LTV                | Sudden Lights             | Aijā                   | angol                      | Kārlis Matīss Zitmanis Mārtiņš Matīss Zemītis Andrejs Reinis Zitmanis Kārlis Vārtiņš                              |
| Litvánia           | LRT                | Monika Linkytė            | Stay                   | angol                      | Krists Indrišonoks Monika Linkytė                                                                                 |
| Málta              | PBS                | The Busker                | Dance (Our Own Party)  | angol                      | Matthew James Borg Jean Paul Borg Micheal Joe Cini Sean Meachen David Meilak                                      |
| Moldova            | TRM                | Pasha Parfeny             | Soarele și luna        | román                      | Pasha Parfeni Yuliana Parfeni Cătălin Temciuc Andrei Vulpe                                                        |
| Németország        | NDR                | Lord of the Lost          | Blood & Glitter        | angol                      | Anthony J. Brown Chris Harms Rupert Keplinger Pi Stoffers                                                         |
| Norvégia           | NRK                | Alessandra                | Queen of Kings         | angol                      | Alessandra Mele Henning Olerud Linda Dale Stanley Ferdinandez                                                     |
| Olaszország        | RAI                | Marco Mengoni             | Due vite               | olasz                      | Marco Mengoni Davide Petrella Davide Simonetta                                                                    |
| Örményország       | AMPTV              | Brunette                  | Future Lover           | angol, örmény              | Brunette |
| Portugália         | RTP                | Mimicat                   | Ai coração             | portugál                   | Marisa Mena Luís Pereira                                                                                          |
| Románia            | TVR                | Theodor Andrei            | D.G.T. (Off and On)    | román, angol               | Theodor-Octavian Andrei Luca De Mezzo Mikail Jahed Luca Ştefan Udăţeanu                                           |
| San Marino         | SMRTV              | Piqued Jacks              | Like an Animal         | angol                      | Francesco Bini Andrea Lazzeretti Tommaso Oliveri Marco Sgaramella                                                 |
| Spanyolország      | RTVE               | Blanca Paloma             | Eaea                   | spanyol                    | Blanca Paloma José Pablo Polo Álvaro Tato                                                                         |
| Svájc              | SRG SSR            | Remo Forrer               | Watergun               | angol                      | Ashley Hicklin Argyle Singh Mikołaj Trybulec                                                                      |
| Svédország         | SVT                | Loreen                    | Tattoo                 | angol                      | Peter Boström Moa Carlebecker Thomas G:son Jimmy Jansson Loreen Jimmy "Joker" Thörnfeldt                          |
| Szerbia            | RTS                | Luke Black                | Samo mi se spava       | szerb, angol               | Luke Black |
| Szlovénia          | RTVSLO             | Joker Out                 | Carpe Diem             | szlovén                    | Bojan Cvjetićanin Kris Guštin Nace Jordan Jure Maček Jan Peteh                                                    |
| Ukrajna            | Szuszpilne         | Tvorchi                   | Heart of Steel         | angol, ukrán               | Andrij Huculjak Jimoh Augustus Kehinde                                                                            |

### Visszatérő előadók
Másodszor vett részt a versenyen a 2012-es Eurovíziós Dalfesztivál két versenyzője: az első szereplésén tizenegyedik helyen végzett moldáv Pasha Parfeny, aki egy évvel később zongoristaként is részt vett az ország produkciójában, illetve az akkor győztes svéd Loreen. Ugyancsak másodjára szerepelt az olasz Marco Mengoni, aki 2013-ban hetedik, valamint a litván Monika Linkytė, aki a 2015-ös döntő tizennyolcadik helyén végzett Vaidas Baumilával közösen. A Belgiumot képviselő Gustaph vokalistaként volt jelen 2018-ban és 2021-ben országa produkciójában. Grúzia versenyzője a Junior Eurovíziós Dalfesztiválon mérettette meg magát korábban, Iru Khechanovi 2011-ban, a CANDY lányegyüttes tagjaként első helyen végzet Jerevánban.
| Előadó         | Ország      | Előző év(ek)                           |
| -------------- | ----------- | -------------------------------------- |
| Loreen         | Svédország  | 2012 (győztes)                         |
| Marco Mengoni  | Olaszország | 2013                                   |
| Monika Linkytė | Litvánia    | 2015 (Vaidas Baumila közreműködésével) |
| Pasha Parfeni  | Moldova     | 2012                                   |

### Távol maradó országok
- Andorra – Egy andorrai hírportál értesülései szerint az andorrai műsorsugárzó az ország kormánya és turisztikai minisztériuma támogatásával visszatérne a dalfesztiválra a közeljövőben.[68] Az Ràdio i Televisió d’Andorra (RTVA) tartalommenedzsere 2022. május 26-án hivatalosan merősítette, hogy rövid- és középtávú időn belül nem terveznek visszatérni a versenyre.[69] A hercegség utoljára 2009-ben szerepelt a dalfesztiválon.
- Bosznia-Hercegovina – A Radiotelevizija Bosne i Hercegovine (BHRT) jelenleg fennálló tartozásai miatt nem fér hozzá az EBU mindegyik szolgáltatásához. Így az ország 2016 decembere óta nem tudott részt venni az Eurovíziós rendezvénycsaládban, beleértve az Eurovíziós Dalfesztiválon.[70]
- Bulgária – A Balgarszka Nacionalna Televizija (BNT) október 19-én erősítette meg hivatalosan, hogy pénzügyi problémák miatt az ország nem indul a liverpooli versenyen.[71]
- Észak-Macedónia – A Makedonska Radio Televizija (MRT) májusban a verseny negatív megítélése és a műsorszolgáltató álláspontja miatt az ország visszalépését fontolgatta a 2023-as versenytől.[72] 2022. október 14-én bejelentették, hogy az energiaválság miatt megnövekedett költségek és a versenyen való regisztrációs díjak megemelkedése miatt kihagyni kényszerülnek a dalfesztivált. A műsorsugárzó azt reméli, hogy a helyzet 2024-re stabilizálódik és visszatérhetnek a versenyre.[73] Észak-Macedónia az elődöntők 2004-es bevezetése óta először nem küld versenyzőt a dalfesztiválra.
- Fehéroroszország – 2021. május 28-án az Európai Műsorsugárzók Uniója bejelentette, hogy a fehérorosz belpolitikai válság miatt határozatlan időre felfüggeszti az állami műsorsugárzó, a Fehérorosz Állami Televízió- és Rádiótársaság (BTRC) tagságát, így az ország a későbbiekben átmenetileg várhatóan nem vehet részt a versenyen.[74] A szervezet két hetet adott a BTRC-nek a hivatalos válasz megfogalmazására, a műsorsugárzó ezt azonban nem tette meg, így az Európai Műsorsugárzók Uniója 2021. július 1-jén a BTRC kizárása mellett döntött.[75] A BTRC később közleményt adott ki, amelyben közölték, hogy nem támogatják az ország részvételét az elkövetkező években a versenyen.
- Koszovó – A koszovói műsorsugárzó bejelentette, hogy szeretne csatlakozni az EBU-hoz. Amennyiben sikeres lett volna a csatlakozás, az ország részt vehetett volna a 2023-as versenyen.[76]
- Luxemburg – 2022. augusztus 2-án az RTL Télé Lëtzebuerg (RTL) megerősítette, hogy a nagyhercegség 2023-ban sem tér vissza a dalfesztiválra.[77] Luxemburg az 1993-as versenyen szerepelt utoljára.
- Monaco – A monacói kormány a 2022-es eredeti költségvetésében 100 000 eurós támogatást biztosított a Hercegség 2023-as Eurovíziós Dalfesztiválra való jelölésének kezdeményezésére, így biztosítva a visszatérést.[78] 2021. decemberében bejelentették, hogy 2022-ben tervezik a Monte-Carlo Riviera elindítását, ami a TMC-t pótolja majd.[79] 2022 májusában megerősítették, hogy a csatorna indulása 2023-ban június és szeptember között várható, így legkorábban a 2024-es dalfesztiválon tudnának először részt venni.[80]
- Montenegró A Radio-televizija Crne Gore (RTGC) 2022. október 13-án jelentette be, hogy pénzügyi okok miatt távol maradnak a versenytől.[81]
- Oroszország – 2022. február 25-én az EBU bejelentette, hogy Oroszországot kizárják a versenyből, Ukrajna megszállása miatt. A következő napon mindhárom orosz EBU-tag bejelentette, hogy kilép a tagok közül, ezáltal részvételük lehetetlenné vált az eurovíziós eseményeken.[82]
- Szlovákia – 2022. június 10-én a Rozhlas a televízia Slovenska (RTVS) bejelentette, hogy anyagi korlátozások és a dalfesztivál iránt való alacsony érdeklődés miatt nem vesznek részt.[83] Azonban a cseh Eurocontest.cz szerint volt esély az ország visszatérésére, hiszen augusztusban nevezték ki a RTVS új vezetőjét. Az új vezetői csapat megválasztása után is az a döntés született, hogy nem térnek vissza a versenyre.[84]

#### Magyarország részvétele a versenyen
Magyarország részvételéről 2022 októberéig semmilyen hivatalos információ nem állt rendelkezésre, továbbá a magyar közszolgálati média, a Médiaszolgáltatás-támogató és Vagyonkezelő Alap (MTVA) sem adta jelét egy lehetséges visszatérésnek, így 2023-ban is Magyarország távolmaradásával lehetett számolni. 2022 októberében nyilvánosságra hozták a Csináljuk a fesztivált! című szórakoztató műsor következő évadának dátumait, valamint azt, hogy A Dal 2023 című tehetségkutató műsor csak ezt követően fog adásba kerülni, melyben vélhetően nem fog szerepelni az Eurovíziós Dalfesztiválra való utalás, mivel a műsor döntője 2023. április 29-én, az eurovíziós versenydalok nevezési határidejének lejárta után kerül megrendezésre. Így Magyarország sorozatban negyedik éve nem nevezett indulót a nemzetközi versenyre, mely 2022. október 20-án, a hivatalos résztvevői lista nyilvánosságra hozatalával megerősítést is nyert.

## A versenyt megelőző időszak

### Nemzeti válogatók
A részt vevő 37 ország közül 24 nemzeti döntő keretein belül, 12 belső kiválasztással, 1 pedig a két módszer együttes használatával választotta ki képviselőjét.
Albánia, Csehország, Dánia, Észtország, Finnország, Horvátország, Írország, Izland, Lengyelország, Lettország, Litvánia, Málta, Moldova, Németország, Norvégia, Olaszország, Portugália, Románia, San Marino, Spanyolország, Svédország, Szerbia és Ukrajna apróbb változtatásokkal ugyanazt a kimondottan Eurovíziós Dalfesztiválra létrehozott nemzeti döntőt rendezte meg, mint a legutóbbi részvétele során.
Ausztrália 2018, Franciaország 2021, Izrael 2014, Szlovénia pedig 2013 óta először döntött teljes belső kiválasztással indulójáról. Míg Belgium hat év kihagyás után újra rendezett nemzeti döntőt indulója kiválasztásához. Grúzia egy nemzetközi szinten ismert tehetségkutató-formátum, a The Voice segítségével választotta ki versenyzőjét.
A többi ország, Ausztria, Azerbajdzsán, Ciprus, az Egyesült Királyság, Görögország, Hollandia, Örményország és Svájc ismételten a teljes belső kiválasztás mellett döntött.
A nemzeti döntőkben korábbi eurovíziós előadók is részt vettek: a horvát Damir Kedžo (2020), a lengyel Alicja Szemplińska (2020), az olasz Marco Mengoni (2013), a lett Justs (2016), a litván Monika Linkytė (2015, Vaidas Baumila közreműködésével), a máltai Fabrizio Faniello (2001, 2006), a moldáv Aliona Moon (2013) és SunStroke Project (2010, 2017), a norvég Kate Gulbrandsen (1987), Stig van Eijk (1999), JOWST (2017) és Ulrikke Brandstorp (2020), a portugál Cláudia Pascoal (2018, Isaura közreműködésével), a spanyol Alfred García (2018, Amaia közreműködésével) és a svéd Loreen (2012) és Victor Crone (Észtország 2019), illetve az új tagokkal felálló szerb Hurricane (2020, 2021). Rajtuk kívül szerepelt még az albán Ronela Hajati (Albánia, 2022) San Marino, és a macedón Tijana Dapčević (Észak-Macedónia, 2014) Szerbia válogatójában. Két korábbi Junior Eurovíziós Dalfesztiválon induló előadó is részt vett országa válogatójában: a grúz Iru Khechanovi (2011, a CANDY tagjaként), a máltai Francesca Sciberras (2009, Mikaela közreműködésével) és Eliana Gomez Blanco (2019).
A dalverseny első hivatalosan megerősített előadója az izraeli Noa Kirel volt, akit 2022. július 11-én jelentettek be, bár Kirel csak augusztus 10-én fogadta el részvételi lehetőségét, míg az első dal az ukrán versenydal, a Heart of Steel volt, amit december 17-én választottak ki. A verseny utolsó hivatalosan megerősített előadója a portugál válogató győztese, Mimicat volt, akit 2023. március 11-én választottak ki, míg az utolsóként bemutatott dal a grúz Echo volt március 16-án.
| Ország             | Választás módszere                           | Válogató / Bemutató műsor                         | Közvetítő csatorna                        | Kiválasztás / Bemutatás dátuma                             | Kiválasztás / Bemutatás dátuma                             |
| Ország             | Választás módszere                           | Válogató / Bemutató műsor                         | Közvetítő csatorna                        | Előadó                                                     | Dal                                                        |
| ------------------ | -------------------------------------------- | ------------------------------------------------- | ----------------------------------------- | ---------------------------------------------------------- | ---------------------------------------------------------- |
| Albánia            | nemzeti döntő                                | Festivali i Këngës                                | RTSH 1                                    | 2022. december 22.                                         | 2022. december 22.                                         |
| Ausztrália         | belső kiválasztás                            | Nem rendeztek válogató- és bemutatóműsort         | Nem rendeztek válogató- és bemutatóműsort | 2023. február 21.                                          | 2023. február 21.                                          |
| Ausztria           | belső kiválasztás                            | Nem rendeztek válogató- és bemutatóműsort         | Nem rendeztek válogató- és bemutatóműsort | 2023. január 31.                                           | 2023. március 8.                                           |
| Azerbajdzsán       | belső kiválasztás                            | Nem rendeztek válogató- és bemutatóműsort         | Nem rendeztek válogató- és bemutatóműsort | 2023. március 9.                                           | 2023. március 13.                                          |
| Belgium            | nemzeti döntő                                | Eurosong                                          | één                                       | 2023. január 14.                                           | 2023. január 14.                                           |
| Ciprus             | belső kiválasztás                            | Nem rendeztek válogató- és bemutatóműsort         | Nem rendeztek válogató- és bemutatóműsort | 2022. október 17.                                          | 2023. március 2.                                           |
| Csehország         | nemzeti döntő                                | ESCZ                                              | iVysílání, YouTube                        | döntő: 2023. január 30. eredményhírdetés: 2023. február 7. | döntő: 2023. január 30. eredményhírdetés: 2023. február 7. |
| Dánia              | nemzeti döntő                                | Dansk Melodi Grand Prix                           | DR1                                       | 2023. február 11.                                          | 2023. február 11.                                          |
| Egyesült Királyság | belső kiválasztás                            | Nem rendeztek válogató- és bemutatóműsort         | Nem rendeztek válogató- és bemutatóműsort | 2023. március                                              | 2023. március                                              |
| Észtország         | nemzeti döntő                                | Eesti Laul                                        | ETV                                       | 2023. február 11.                                          | 2023. február 11.                                          |
| Finnország         | nemzeti döntő                                | Uuden Musiikin Kilpailu                           | YLE TV1                                   | 2023. február 25.                                          | 2023. február 25.                                          |
| Franciaország      | belső kiválasztás                            | Nem rendeztek válogató- és bemutatóműsort         | Nem rendeztek válogató- és bemutatóműsort | 2023. január 12.                                           | 2023. február 19.                                          |
| Görögország        | belső kiválasztás                            | Nem rendeztek válogató- és bemutatóműsort         | Nem rendeztek válogató- és bemutatóműsort | 2023. január 30.                                           | 2023. március 12.                                          |
| Grúzia             | előadó: nemzeti döntő dal: belső kiválasztás | előadó: The Voice Grúzia                          | 1TV                                       | 2023. február 2.                                           | 2023. március 16.                                          |
| Hollandia          | belső kiválasztás                            | Nem rendeztek válogató- és bemutatóműsort         | Nem rendeztek válogató- és bemutatóműsort | 2022. november 1.                                          | 2023. március 1.                                           |
| Horvátország       | nemzeti döntő                                | Dora                                              | HRT 1                                     | 2023. február 11.                                          | 2023. február 11.                                          |
| Izland             | nemzeti döntő                                | Söngvakeppnin                                     | RÚV                                       | 2023. március 4.                                           | 2023. március 4.                                           |
| Izrael             | belső kiválasztás                            | Nem rendeztek válogató- és bemutatóműsort         | Nem rendeztek válogató- és bemutatóműsort | 2022. július 11.                                           | 2023. március 8.                                           |
| Írország           | nemzeti döntő                                | The Late Late Show Eurosong                       | RTÉ One                                   | 2023. február 3.                                           | 2023. február 3.                                           |
| Lengyelország      | nemzeti döntő                                | Tu bije serce Europy! Wybieramy hity na Eurowizję | TVP1                                      | 2023. február 26.                                          | 2023. február 26.                                          |
| Lettország         | nemzeti döntő                                | Supernova                                         | LTV1                                      | 2023. február 11.                                          | 2023. február 11.                                          |
| Litvánia           | nemzeti döntő                                | Pabandom iš naujo!                                | LRT televizija                            | 2023. február 18.                                          | 2023. február 18.                                          |
| Málta              | nemzeti döntő                                | Malta Eurovision Song Contest                     | TVM                                       | 2023. február 11.                                          | 2023. február 11.                                          |
| Moldova            | nemzeti döntő                                | Etapa Naţională                                   | Moldova 1                                 | 2023. március 4.                                           | 2023. március 4.                                           |
| Németország        | nemzeti döntő                                | Unser Lied für Liverpool                          | ARD                                       | 2023. március 3.                                           | 2023. március 3.                                           |
| Norvégia           | nemzeti döntő                                | Melodi Grand Prix                                 | NRK1                                      | 2023. február 4.                                           | 2023. február 4.                                           |
| Olaszország        | nemzeti döntő                                | Sanremói Dalfesztivál                             | RAI                                       | 2023. február 11.                                          | 2023. február 11.                                          |
| Örményország       | belső kiválasztás                            | Nem rendeztek válogató- és bemutatóműsort         | Nem rendeztek válogató- és bemutatóműsort | 2023. február 1.                                           | 2023. március 9.                                           |
| Portugália         | nemzeti döntő                                | Festival da Canção                                | RTP                                       | 2023. március 11.                                          | 2023. március 11.                                          |
| Románia            | nemzeti döntő                                | Selecția Națională                                | TVR                                       | 2023. február 11.                                          | 2023. február 11.                                          |
| San Marino         | nemzeti döntő                                | Una voce per San Marino                           | San Marino RTV                            | 2023. február 25.                                          | 2023. február 25.                                          |
| Spanyolország      | nemzeti döntő                                | Benidorm Fest                                     | La 1                                      | 2023. február 4.                                           | 2023. február 4.                                           |
| Svájc              | belső kiválasztás                            | Nem rendeztek válogató- és bemutatóműsort         | Nem rendeztek válogató- és bemutatóműsort | 2023. február 20.                                          | 2023. március 7.                                           |
| Svédország         | nemzeti döntő                                | Melodifestivalen                                  | SVT                                       | 2023. március 11.                                          | 2023. március 11.                                          |
| Szerbia            | nemzeti döntő                                | Pesma za Evroviziju                               | RTS 1                                     | 2023. március 4.                                           | 2023. március 4.                                           |
| Szlovénia          | belső kiválasztás                            | dal: Misija Liverpool                             | TV Slovenija 1                            | 2022. december 8.                                          | 2023. február 4.                                           |
| Ukrajna            | nemzeti döntő                                | Vidbir                                            | Szuszpilne TV                             | 2022. december 17.                                         | 2022. december 17.                                         |

### Az elődöntők felosztása

Az első elődöntő résztvevői
Az első elődöntőben szavazó döntősök
A második elődöntő résztvevői
A második elődöntőben szavazó döntősök

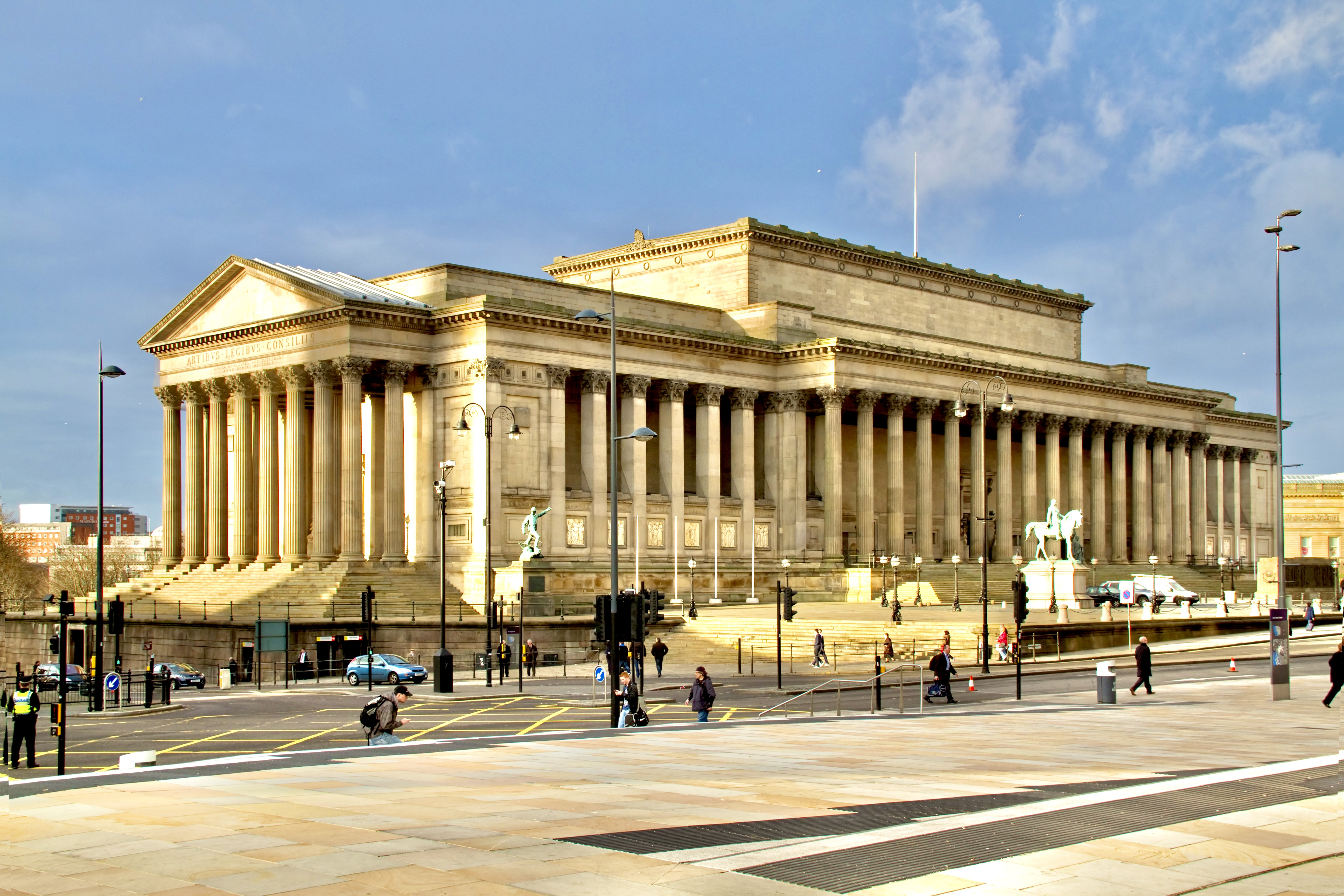
A liverpooli St. George's Hall, a sorsolás helyszíne

A harmincegy elődöntős országot öt kalapba osztották földrajzi elhelyezkedésük és szavazási szokásaik alapján, a 2008-ban bevezetett módon. A felosztást január 30-án hozta nyilvánosságra az EBU.
Január 31-én tartották a sorsolást, a liverpooli St. George's Hallban, ahol a kalapok egyik fele az első elődöntőbe, a másik a második elődöntőbe került. Ennek célja a szavazás igazságosabbá tétele. A sorsolás során azt is eldöntötték, hogy az egyes országok az adott elődöntő első vagy második felében fognak fellépni, valamint azt, hogy az automatikusan döntős „Öt Nagy” és az előző évi győztes ország melyik elődöntőben fog szavazni. Így a delegációk előre tudhatták, mikor kell megérkezniük a próbákra. Ugyanekkor került sor a jelképes kulcsátadásra, melyen az előző rendező város, Torino polgármestere átadta Liverpool polgármesterének a korábbi rendező városok szimbólumait tartalmazó kulcscsomót. A sorsolás házigazdái AJ Odudu és Rylan Clark-Neal voltak. Ekkor mutatták be a dalfesztivál hivatalos logóját és szlogenjét is.
2009 óta először fordult elő, hogy egy ország az elődöntőben 0 pontot szerzett: a második elődöntőben Románia és San Marino sem kapott pontot a nézői szavazáson.
| 1. kalap                                                          | 2. kalap                                                                        | 3. kalap                                                                | 4. kalap                                                            | 5. kalap                                                               |
| ----------------------------------------------------------------- | ------------------------------------------------------------------------------- | ----------------------------------------------------------------------- | ------------------------------------------------------------------- | ---------------------------------------------------------------------- |
| - Albánia - Ausztria - Horvátország - Svájc - Szerbia - Szlovénia | - Ausztrália - Dánia - Észtország - Finnország - Izland - Norvégia - Svédország | - Azerbajdzsán - Grúzia - Izrael - Lettország - Litvánia - Örményország | - Ciprus - Görögország - Írország - Málta - Portugália - San Marino | - Belgium - Csehország - Hollandia - Lengyelország - Moldova - Románia |

### Eurovíziós partik
A részt vevő előadók egy része a verseny előtt különböző rendezvényeken népszerűsítették versenydalukat.
| Rendezvény                 | Helyszín                   | Dátum                | Résztvevő versenyzők száma                                                                    |
| -------------------------- | -------------------------- | -------------------- | --------------------------------------------------------------------------------------------- |
| Melfest WKND               | Stockholm, Svédország      | 2023. március 9–11.  | 4 (+9 korábbi évekből és/vagy nemzeti válogatókból)                                           |
| Barcelona Eurovision Party | Barcelona, Spanyolország   | 2023. március 23–25. | 13 (+17 korábbi évekből és/vagy nemzeti válogatókból)                                         |
| Polish Eurovision Party    | Varsó, Lengyelország       | 2023. április 1.     | 14 (+15 korábbi évekből és/vagy nemzeti válogatókból, +1 a Junior Eurovíziós Dalfesztiválról) |
| Israel Calling             | Tel-Aviv, Izrael           | 2023. április 3.     | 18 (8 korábbi évekből)                                                                        |
| Eurovision-Spain Pre-Party | Madrid, Spanyolország      | 2023. április 7–8.   | 27 (+23 korábbi évekből és/vagy nemzeti válogatókból, +1 a Junior Eurovíziós Dalfesztiválról) |
| Eurovision in Concert      | Amszterdam, Hollandia      | 2023. április 15.    | 29 (+1 korábbi évből)                                                                         |
| London Eurovision Party    | London, Egyesült Királyság | 2023. április 16.    | 21 (+6 korábbi évekből, +1 a Junior Eurovíziós Dalfesztiválról)                               |

### Próbák és sajtótájékoztatók
A próbák április 30-án kezdődtek a verseny helyszínén. Az első körben minden ország elpróbálhatta a produkcióját többször is egymás után, valamint még a színpadra lépés előtt, a színfalak mögött beállították az énekesek mikrofonjait és fülmonitorjait. A színpadi próba után a delegációk a videószobába vonultak, ahol megnézhették, hogy a rendező csatorna hogyan képzeli el a produkció lefilmezését. Innen a sajtótájékoztatóra mentek az előadók, ahol egy műsorvezetővel beszélgettek a versenyről, a produkcióról, a próbákról, valamint a sajtó akkreditált tagjai is tehettek fel kérdéseket. A próbák és a sajtótájékoztatók egyszerre zajlottak: míg az egyik ország sajtótájékoztatót tartott, addig a következő már próbált az arénában.

### Főpróbák és élő közvetítések
A kezdési időpontok helyi idő szerint vannak feltüntetve. (BST)
| 8 hétfő                                     | 9 kedd                                          | 10 szerda                                   | 11 csütörtök                                    | 12 péntek                                   | 13 szombat                                      |
| Első elődöntő                               | Első elődöntő                                   | Második elődöntő                            | Második elődöntő                                | Döntő                                       | Döntő                                           |
| ------------------------------------------- | ----------------------------------------------- | ------------------------------------------- | ----------------------------------------------- | ------------------------------------------- | ----------------------------------------------- |
| 1. főpróba 13:30–16:15                      | 3. főpróba – délutáni bemutató show 13:30–15:45 | 1. főpróba 13:30–16:15                      | 3. főpróba – délutáni bemutató show 13:30–15:45 | 1. főpróba 12:00–16:45                      | 3. főpróba – délutáni bemutató show 13:30–17:00 |
| 2. főpróba – esti bemutató show 20:00–22:30 | Élő közvetítés 20:00–22:10                      | 2. főpróba – esti bemutató show 20:00–22:30 | Élő közvetítés 20:00–22:10                      | 2. főpróba – esti bemutató show 20:00–00:00 | Élő közvetítés 20:00–00:00                      |

### Megnyitó ünnepség

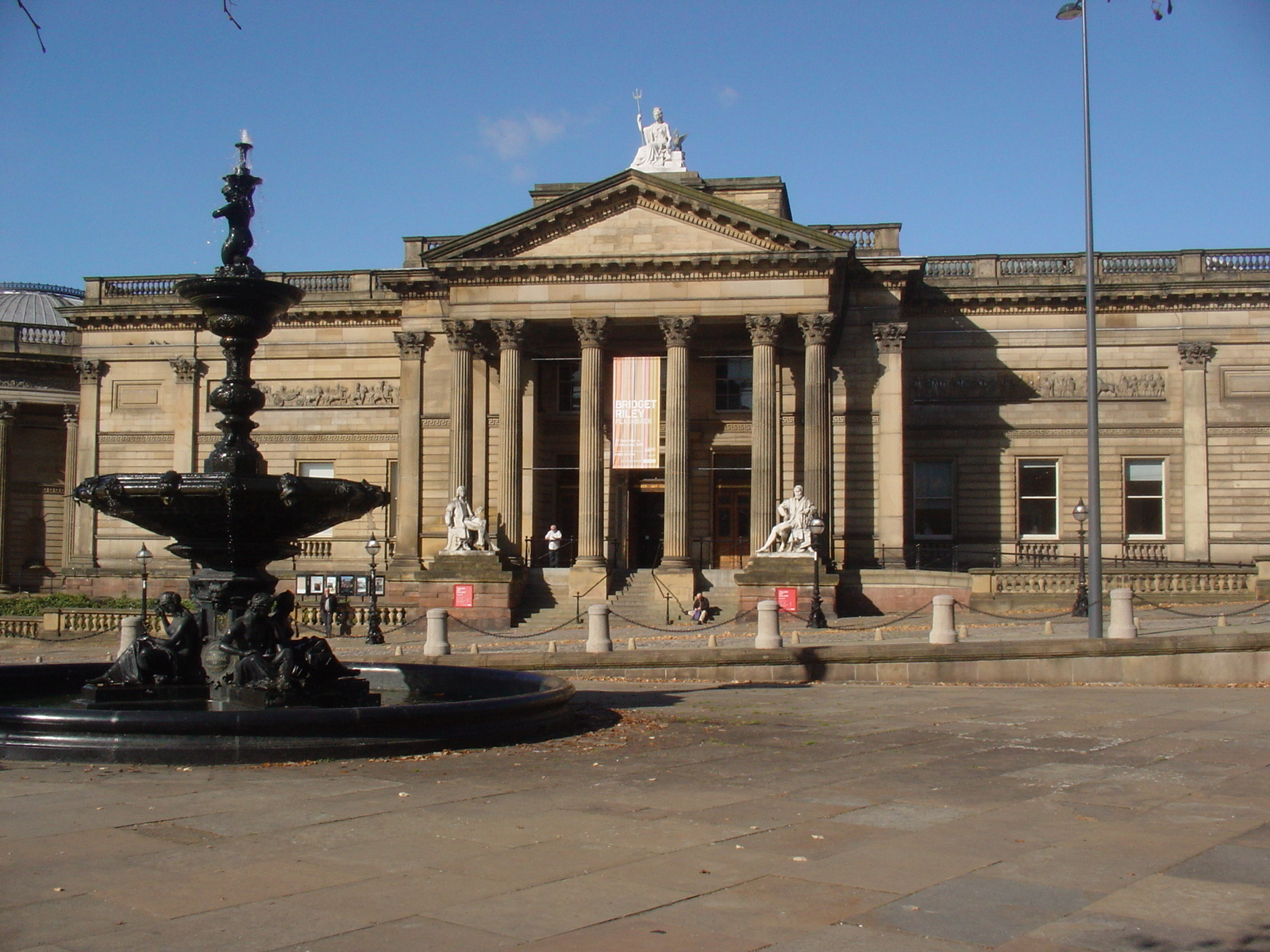
A megnyitó ünnepség helyszíne, a Walker Art Gallery

Eurovíziós hagyomány, hogy a rendező város vörös szőnyeges megnyitó ünnepséget szervez a résztvevők számára. Ezzel az eseménnyel veszi kezdetét az eurovíziós hét. A vörös szőnyeg ebben az évben ismét türkizkék színű volt. Ezúttal a Walker Art Gallery előtti téren tartották az eseményt. A megnyitón az összes résztvevő ország delegációja felvonult egyesével: először fotókat készítettek, majd a műsorvezetőkkel beszélgettek pár percig. Továbbhaladva a különböző országokból érkezett sajtó tagjainak adtak interjúkat. Ezután vonultak be a St. George's Hallba, ahol a zártkörű ünnepségen vehettek részt a delegációk. Az eseményt május 7-én, vasárnap, brit idő szerint 15 órakor közvetítették a hivatalos eurovíziós YouTube-csatornán. A megnyitó műsorvezetői, Timur Miroshnychenko és Sam Quek voltak.

## A szavazás

### Esélyek
A verseny előtt a legesélyesebbnek Finnországot, Franciaországot, és Svédországot tartották. A résztvevő országokon kívül a legtöbb nézői szavazatot az Amerikai Egyesült Államokból, Chiléből, az Egyesült Arab Emírségekből, Kanadából, Koszovóból, Luxemburgból, Magyarországról, Mexikóból, Szlovákiából, Törökországból és Új-Zélandról adták le az adások során.

### Zsűritagok
Ettől az évtől a nemzeti zsűrik csak a döntőben szavaztak. Minden országból öt zeneipari szakembert bízott meg a helyi közszolgálati média a dalok értékelésére. A nemzeti zsűrik a döntő előtt egy nappal egy zárt láncú közvetítésben egy videószobából követték figyelemmel a második főpróbát, és az ott látottak, valamint hallottak alapján rangsorolták a produkciókat. Ezt a próbát emiatt zsűri shownak hívták, és az élő adáshoz hasonló eurovíziós élményt nyújtja a jegyet váltóknak az arénában, a valós eredményhirdetést leszámítva. A döntő előtti napon 37 országból összesen 185 zsűritag pontozta a produkciókat. Az elődöntők során is hasonlóan szavazott a zsűri, azonban 2023-tól a pontjaik csak tartalékként szolgálnak – abban az esetben, ha nem sikerült volna egy adott országban érvényes telefonos szavazatokat beszámítani a végeredménybe. A zsűritagok névsorát a döntő után hozta nyilvánosságra az EBU.

## Első elődöntő

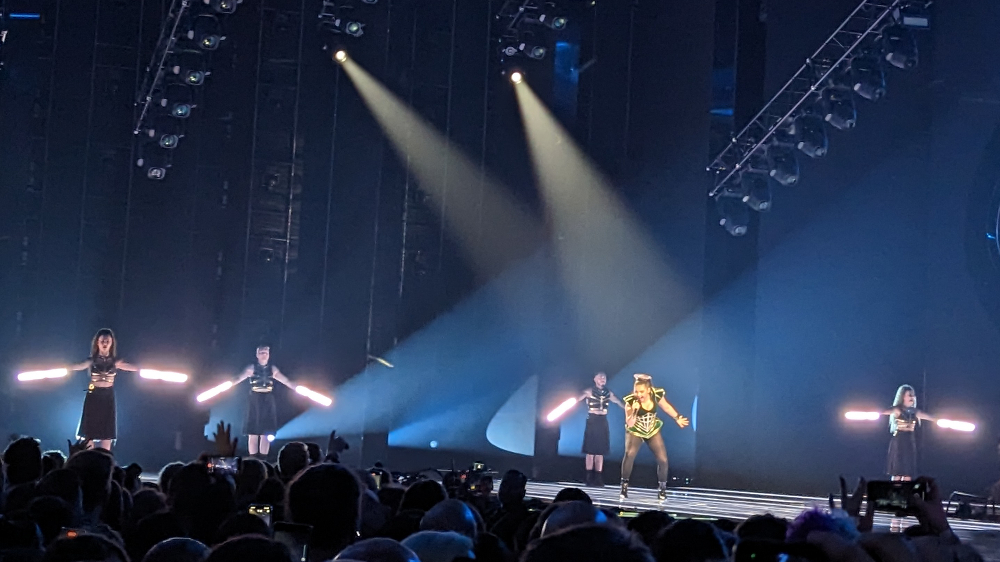
A Norvégiát képviselő Alessandra

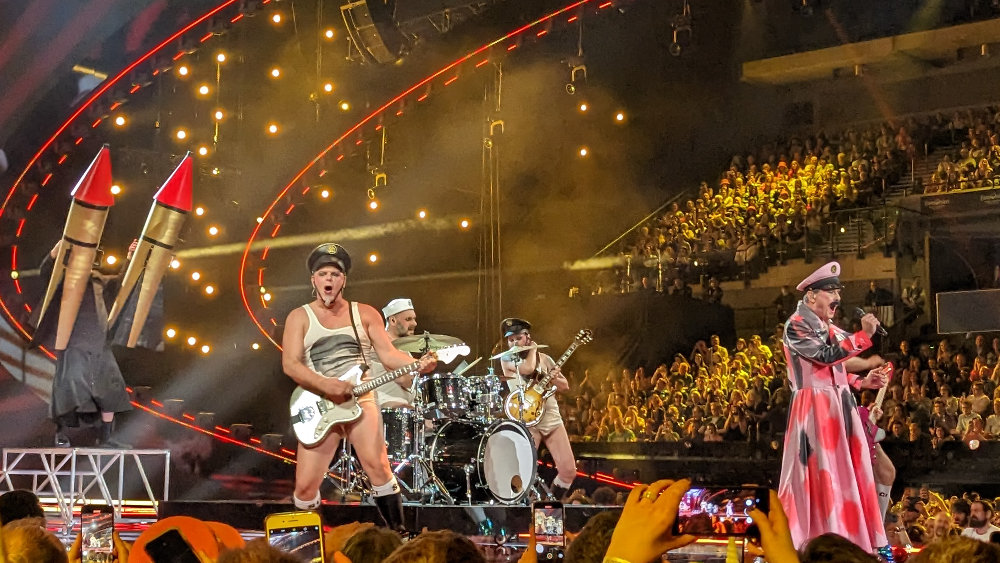
A Horvátországot képviselő Let 3

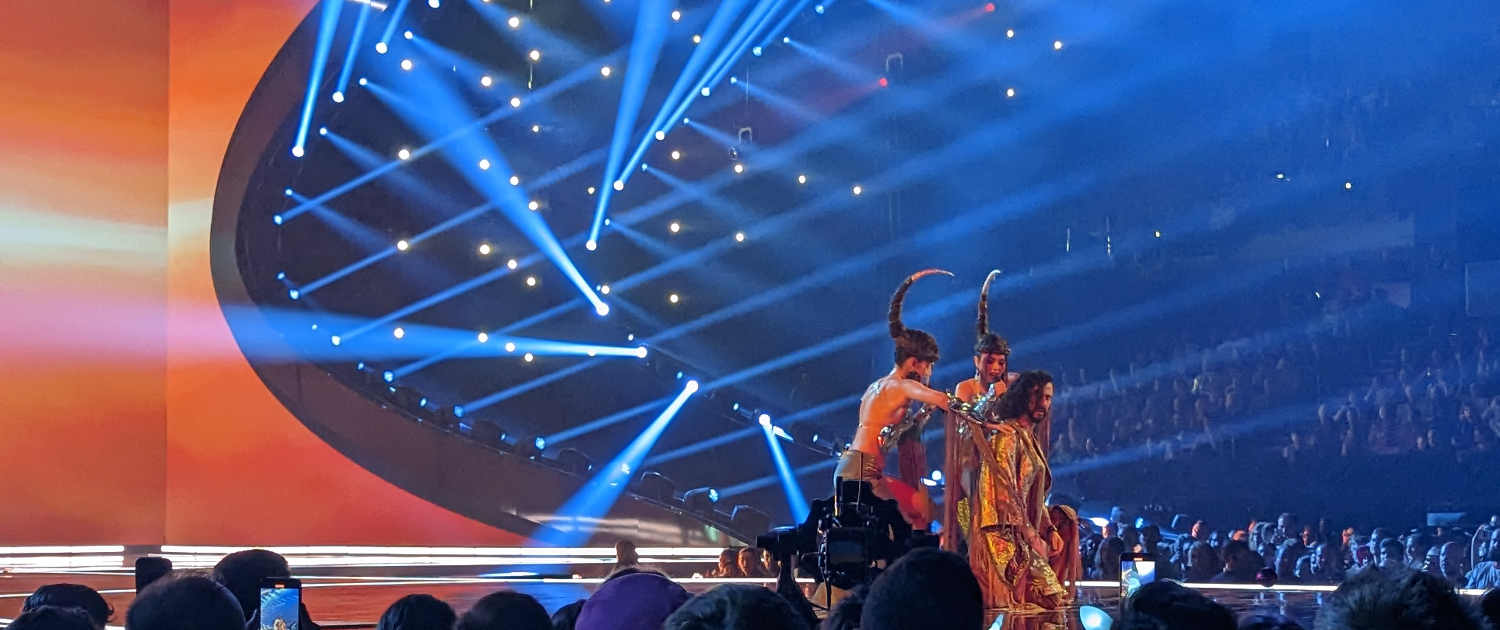
A Moldovát képviselő Pasha Parfeni

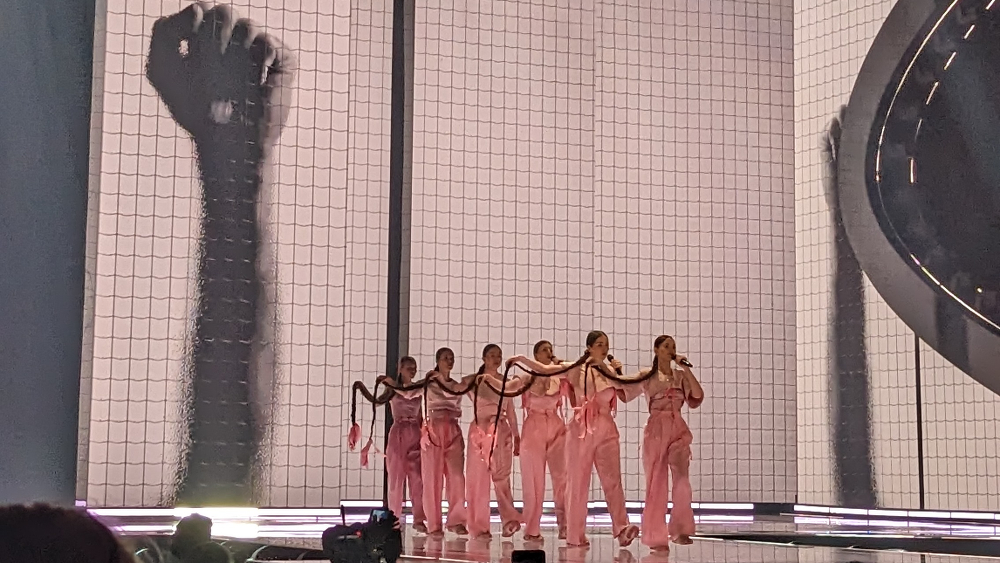
A Csehországot képviselő Vesna

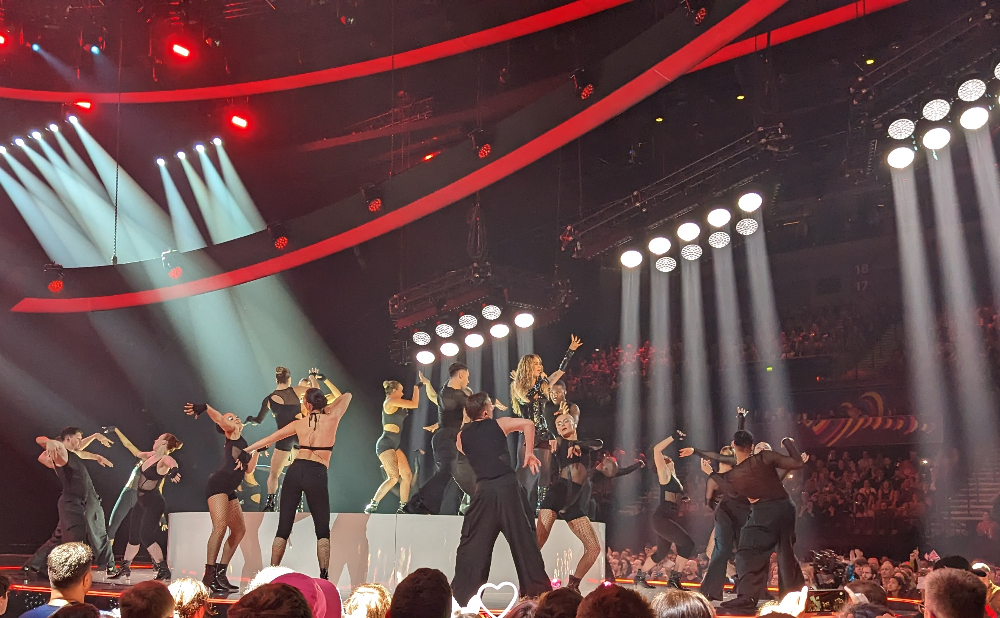
Rita Ora, az első elődöntő egyik vendégfellépője

Az első elődöntőt május 9-én rendezték meg tizenöt ország részvételével. Az egyes országok által kiosztott pontok a telefonos szavazás alapján alakultak ki, mely alapján az első tíz helyezett jutott tovább a döntőbe. A részt vevő országokon kívül három automatikusan döntős ország –  Franciaország,  Németország és  Olaszország – és egy ország szavazatával megegyező mértékben a világ többi része is szavazott az első elődöntőben, valamint a május 8-án tartandó főpróbákon a versenydalukat is előadták. Ebben az évben igazodva a verseny tematikájához ukrán és brit hírességek, valamint eurovíziós legendák léptek fel Liverpoolban. Az előadásokat a történetmesélés és az ünneplés keveréke kísérte. Folytatták azt a hagyományt, hogy az előző évi Junior Eurovíziós Dalfesztivál győztese a műsorvezetőkkel beszélget élményeiről, valamint a következő versenyről. Az első elődöntő nyitó produkcióját az egyik műsorvezető, Julija Szanyina nyitotta meg a zenekara, a The Hardkiss egyik dalával. Az előadás sok tekintetben szimbolizálta, hogy az Egyesült Királyság „egyesült a zene által” Ukrajnával. A szavazási szünetben Alyosha, a 2010-es ukrán versenyző, Rebecca Fergusonnal a remény, a bátorság és az ukrán emberek a világ minden tájáról való támogatásának történetét mesélték el. Az előadás során az Ordinary World című Duran Duran-dalt adták elő. Ezután Rita Ora egy zenei egyveleggel lépett fel, melynek során eddigi legsikeresebb dalait mutatta be.
| #  | Ország       | Előadó                    | Dal                   | Helyezés | Pontszám |
| -- | ------------ | ------------------------- | --------------------- | -------- | -------- |
| 01 | Norvégia     | Alessandra                | Queen of Kings        | 6.       | 102      |
| 02 | Málta        | The Busker                | Dance (Our Own Party) | 15.      | 3        |
| 03 | Szerbia      | Luke Black                | Samo mi se spava      | 10.      | 37       |
| 04 | Lettország   | Sudden Lights             | Aijā                  | 11.      | 34       |
| 05 | Portugália   | Mimicat                   | Ai coração            | 9.       | 74       |
| 06 | Írország     | Wild Youth                | We Are One            | 12.      | 10       |
| 07 | Horvátország | Let 3                     | Mama ŠČ!              | 8.       | 76       |
| 08 | Svájc        | Remo Forrer               | Watergun              | 7.       | 97       |
| 09 | Izrael       | Noa Kirel                 | Unicorn               | 3.       | 127      |
| 10 | Moldova      | Pasha Parfeny             | Soarele și luna       | 5.       | 109      |
| 11 | Svédország   | Loreen                    | Tattoo                | 2.       | 135      |
| 12 | Azerbajdzsán | TuralTuranX               | Tell Me More          | 14.      | 4        |
| 13 | Csehország   | Vesna                     | My Sister’s Crown     | 4.       | 110      |
| 14 | Hollandia    | Mia Nicolai & Dion Cooper | Burning Daylight      | 13.      | 7        |
| 15 | Finnország   | Käärijä                   | Cha Cha Cha           | 1.       | 177      |

### Ponttáblázat
| Ország       | Össz. | Szavazók | Szavazók | Szavazók | Szavazók   | Szavazók   | Szavazók | Szavazók     | Szavazók | Szavazók | Szavazók | Szavazók   | Szavazók     | Szavazók   | Szavazók  | Szavazók   | Szavazók      | Szavazók    | Szavazók    | Szavazók            |
| Ország       | Össz. | Norvégia | Málta    | Szerbia  | Lettország | Portugália | Írország | Horvátország | Svájc    | Izrael   | Moldova  | Svédország | Azerbajdzsán | Csehország | Hollandia | Finnország | Franciaország | Németország | Olaszország | A Világ többi része |
| ------------ | ----- | -------- | -------- | -------- | ---------- | ---------- | -------- | ------------ | -------- | -------- | -------- | ---------- | ------------ | ---------- | --------- | ---------- | ------------- | ----------- | ----------- | ------------------- |
| Norvégia     | 102   |          | 10       | 5        | 4          | 3          | 2        | 6            | 3        | 10       | 8        | 10         | 2            | 10         | 5         | 10         | 1             | 3           | 10          |                     |
| Málta        | 3     |          |          |          |            |            |          |              |          | 2        |          |            |              |            |           |            |               |             |             | 1                   |
| Szerbia      | 37    |          | 5        |          |            |            |          | 10           | 6        |          |          | 1          | 3            | 3          |           | 4          | 2             |             | 1           | 2                   |
| Lettország   | 34    |          |          | 2        |            | 4          | 4        |              |          |          | 1        |            | 6            | 1          | 1         | 3          | 3             | 1           |             | 8                   |
| Portugália   | 74    | 2        | 4        | 3        |            |            | 1        | 5            | 12       | 3        | 4        | 4          |              | 2          | 7         | 2          | 12            | 5           | 2           | 6                   |
| Írország     | 10    | 3        | 3        |          | 1          | 2          |          |              | 1        |          |          |            |              |            |           |            |               |             |             |                     |
| Horvátország | 76    | 4        |          | 12       | 7          |            | 5        |              | 5        | 5        | 3        | 5          |              | 4          | 2         | 6          |               | 10          | 5           | 3                   |
| Svájc        | 97    | 8        | 6        | 1        | 3          | 5          | 7        | 2            |          | 4        | 7        | 8          | 7            | 5          | 8         | 8          | 6             | 8           | 4           |                     |
| Izrael       | 127   | 5        | 8        | 7        | 8          | 7          | 6        | 7            | 7        |          | 12       | 3          | 12           | 12         | 4         | 1          | 8             | 2           | 6           | 12                  |
| Moldova      | 109   | 6        | 1        | 4        | 6          | 12         | 10       | 3            | 2        | 6        |          | 6          | 4            | 7          | 3         | 7          | 10            | 6           | 12          | 4                   |
| Svédország   | 135   | 10       | 12       | 6        | 10         | 8          | 8        | 4            | 8        | 7        | 10       |            | 10           | 6          | 12        | 5          | 5             | 4           | 3           | 7                   |
| Azerbajdzsán | 4     |          |          |          | 2          |            |          | 1            |          | 1        |          |            |              |            |           |            |               |             |             |                     |
| Csehország   | 110   | 7        | 2        | 8        | 5          | 6          | 3        | 8            | 4        | 8        | 5        | 7          | 5            |            | 6         | 12         | 4             | 7           | 8           | 5                   |
| Hollandia    | 7     | 1        |          |          |            | 1          |          |              |          |          | 2        | 2          | 1            |            |           |            |               |             |             |                     |
| Finnország   | 177   | 12       | 7        | 10       | 12         | 10         | 12       | 12           | 10       | 12       | 6        | 12         | 8            | 8          | 10        |            | 7             | 12          | 7           | 10                  |

### 12 pontos országok
Az alábbi országok kaptak 12 pontot az első elődöntőben:
| Darab | Jutalmazott ország | Szavazó ország                                                                |
| ----- | ------------------ | ----------------------------------------------------------------------------- |
| 7     | Finnország         | Horvátország, Írország, Izrael, Lettország, Németország, Norvégia, Svédország |
| 4     | Izrael             | Azerbajdzsán, Csehország, Moldova, A Világ többi része                        |
| 2     | Portugália         | Franciaország, Svájc                                                          |
| 2     | Moldova            | Olaszország, Portugália                                                       |
| 2     | Svédország         | Málta, Hollandia                                                              |
| 1     | Csehország         | Finnország                                                                    |
| 1     | Horvátország       | Szerbia                                                                       |

## Második elődöntő

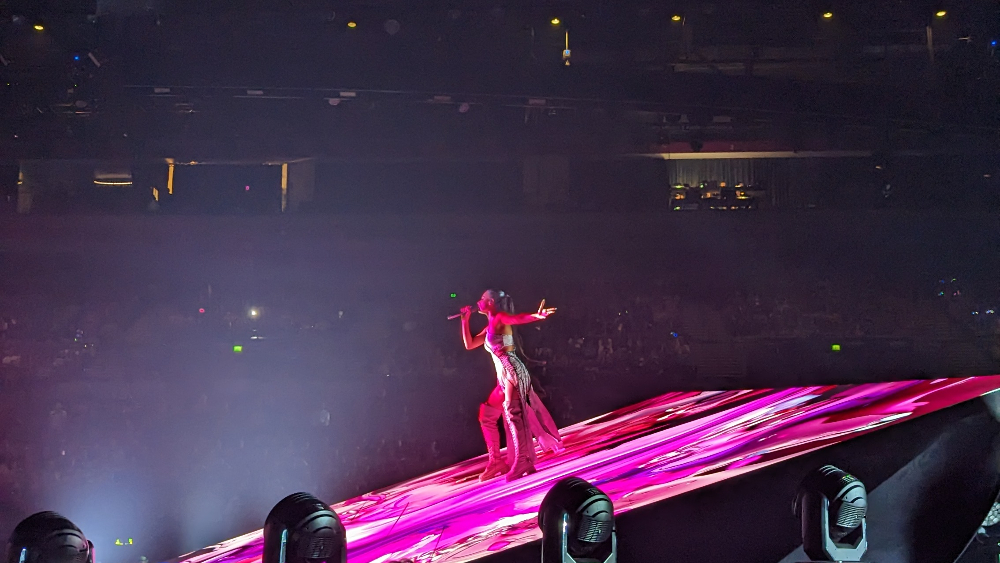
Az Örményországot képviselő Brunette

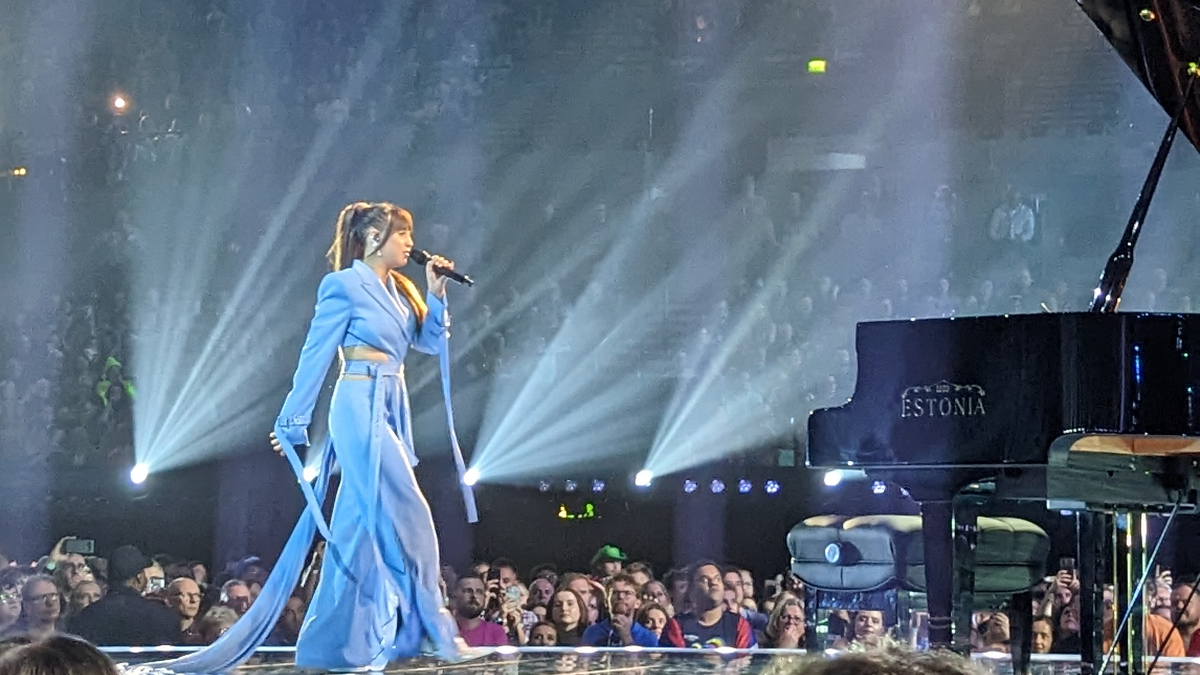
Az Észtországot képviselő Alika

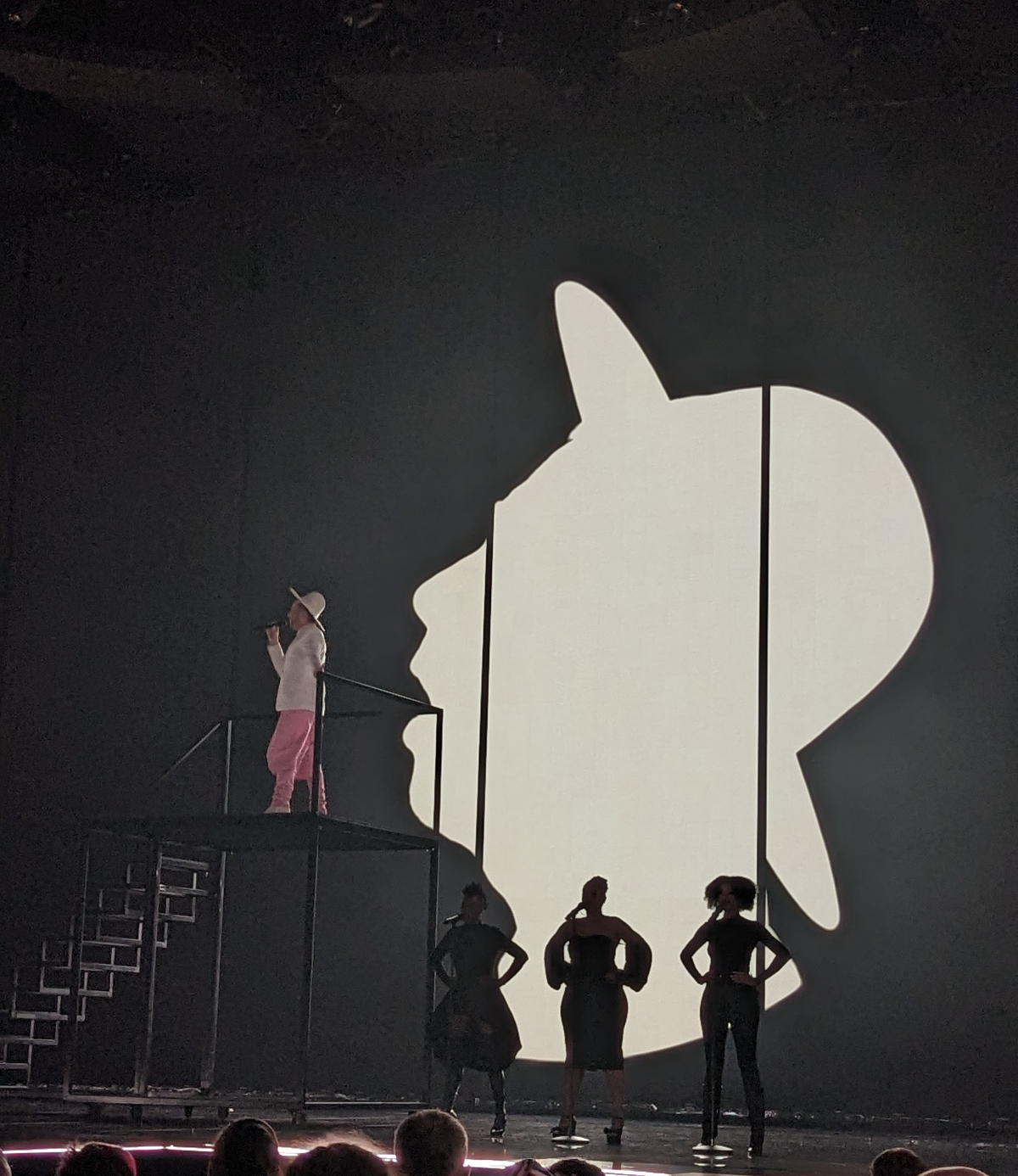
A Belgiumot képviselő Gustaph

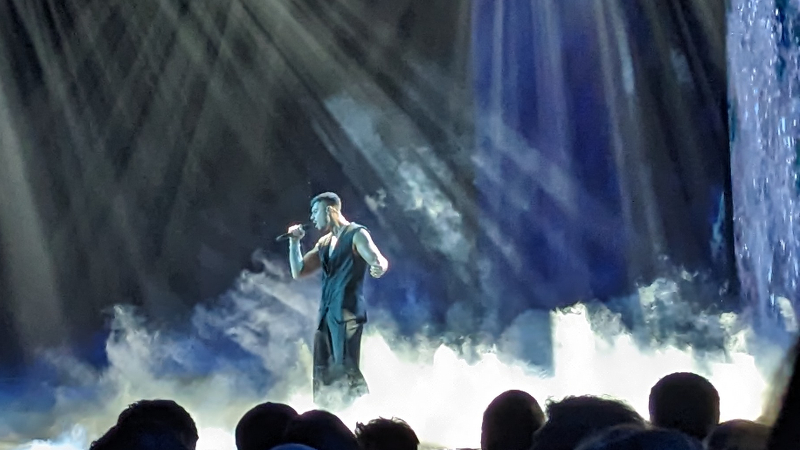
A Ciprust képviselő Andrew Lambrou

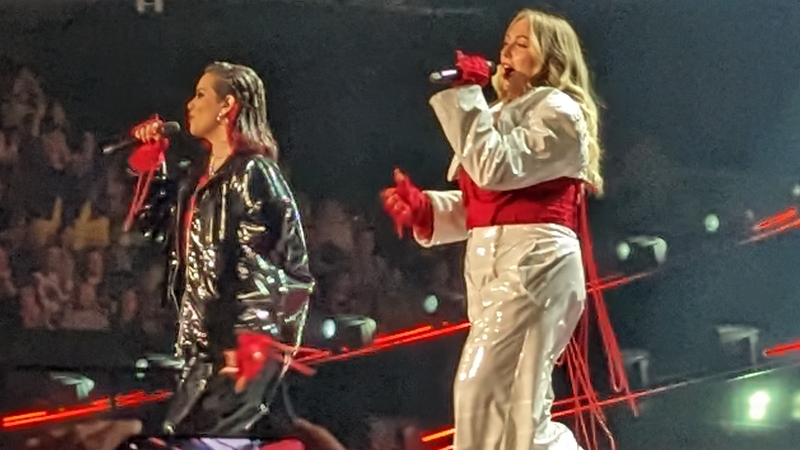
Az Ausztriát képviselő Teya & Salena

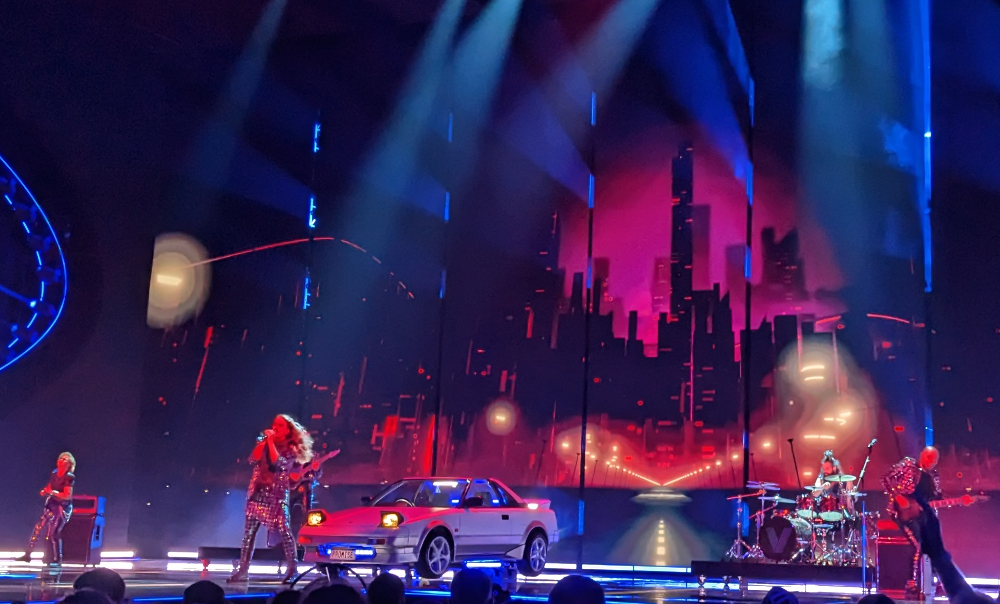
Az Ausztráliát képviselő Voyager

A második elődöntőt május 11-én rendezték meg tizenhat ország részvételével. Az egyes országok által kiosztott pontok a telefonos szavazás alapján alakultak ki, mely alapján az első tíz helyezett jutott tovább a döntőbe. A részt vevő országokon kívül három automatikusan döntős ország – az  Egyesült Királyság,  Spanyolország és  Ukrajna – és egy ország szavazatával megegyező mértékben a világ többi része is szavazott a második elődöntőben, valamint a május 10-én tartandó főpróbákon a versenydalukat is előadták. A második elődöntő volt a verseny történetének századik epizódja, ha minden elődöntőt és döntőt külön számítunk. A második elődöntőt egy slam poetry előadással nyitotta meg Luke Evans, walesi színész, aki a dalfesztivál történetét mesélte el. A 2014-es ukrán versenyző, Mariya Yaremchuk egy kortárs montázst adott elő Ukrajna legismertebb zenéiből. Ahogy utazunk az időben, OTOY ukrán rapper, és 2022-es ukrán junior eurovíziós versenyző, Zlata Dziunka is csatlakozott Mariyához és együtt bemutatták, hogy az ukránok generációi számára a zene a fény, amely legyőzi a sötétséget.
| #  | Ország        | Előadó                    | Dal                    | Helyezés | Pontszám |
| -- | ------------- | ------------------------- | ---------------------- | -------- | -------- |
| 01 | Dánia         | Reiley                    | Breaking My Heart      | 14.      | 6        |
| 02 | Örményország  | Brunette                  | Future Lover           | 6.       | 99       |
| 03 | Románia       | Theodor Andrei            | D.G.T. (Off and On)    | 15.      | 0        |
| 04 | Észtország    | Alika                     | Bridges                | 10.      | 74       |
| 05 | Belgium       | Gustaph                   | Because of You         | 8.       | 90       |
| 06 | Ciprus        | Andrew Lambrou            | Break a Broken Heart   | 7.       | 94       |
| 07 | Izland        | Diljá                     | Power                  | 11.      | 44       |
| 08 | Görögország   | Victor Vernicos           | What They Say          | 13.      | 14       |
| 09 | Lengyelország | Blanka                    | Solo                   | 3.       | 124      |
| 10 | Szlovénia     | Joker Out                 | Carpe Diem             | 5.       | 103      |
| 11 | Grúzia        | Iru                       | Echo                   | 12.      | 33       |
| 12 | San Marino    | Piqued Jacks              | Like an Animal         | 16.      | 0        |
| 13 | Ausztria      | Teya & Salena             | Who the Hell Is Edgar? | 2.       | 137      |
| 14 | Albánia       | Albina & Familja Kelmendi | Duje                   | 9.       | 83       |
| 15 | Litvánia      | Monika Linkytė            | Stay                   | 4.       | 110      |
| 16 | Ausztrália    | Voyager                   | Promise                | 1.       | 149      |

### Ponttáblázat
| Ország        | Össz. | Szavazók | Szavazók     | Szavazók | Szavazók   | Szavazók | Szavazók | Szavazók | Szavazók    | Szavazók      | Szavazók  | Szavazók | Szavazók   | Szavazók | Szavazók | Szavazók | Szavazók   | Szavazók           | Szavazók      | Szavazók | Szavazók            |
| Ország        | Össz. | Dánia    | Örményország | Románia  | Észtország | Belgium  | Ciprus   | Izland   | Görögország | Lengyelország | Szlovénia | Grúzia   | San Marino | Ausztria | Albánia  | Litvánia | Ausztrália | Egyesült Királyság | Spanyolország | Ukrajna  | A Világ többi része |
| ------------- | ----- | -------- | ------------ | -------- | ---------- | -------- | -------- | -------- | ----------- | ------------- | --------- | -------- | ---------- | -------- | -------- | -------- | ---------- | ------------------ | ------------- | -------- | ------------------- |
| Dánia         | 6     |          |              |          |            |          |          |          | 6           |               |           |          |            |          |          |          |            |                    |               |          |                     |
| Örményország  | 99    |          |              | 6        | 3          | 12       | 10       |          | 8           | 5             | 1         | 12       | 4          | 4        | 8        | 1        | 2          |                    | 10            | 3        | 10                  |
| Románia       | 0     |          |              |          |            |          |          |          |             |               |           |          |            |          |          |          |            |                    |               |          |                     |
| Észtország    | 74    | 1        | 6            | 5        |            | 2        | 3        | 3        | 3           | 2             | 5         | 2        | 10         | 3        | 2        | 10       | 4          | 2                  | 1             | 8        | 2                   |
| Belgium       | 90    | 8        | 1            |          | 4          |          | 4        | 7        | 1           | 3             | 7         | 3        | 5          | 12       | 3        | 5        | 7          | 6                  | 8             | 1        | 5                   |
| Ciprus        | 94    | 4        | 10           | 4        | 5          | 4        |          | 5        | 12          | 7             | 4         | 5        | 1          | 2        | 6        | 4        | 10         | 4                  | 3             | 4        |                     |
| Izland        | 44    | 12       |              |          | 2          | 1        |          |          |             |               | 3         | 6        | 7          | 1        | 1        | 2        | 5          | 1                  |               |          | 3                   |
| Görögország   | 14    |          | 2            |          |            |          | 12       |          |             |               |           |          |            |          |          |          |            |                    |               |          |                     |
| Lengyelország | 124   | 7        | 8            | 3        | 8          | 7        | 6        | 10       | 5           |               | 8         | 8        | 2          | 7        | 7        | 12       |            | 10                 | 4             | 12       |                     |
| Szlovénia     | 103   | 2        | 5            | 12       | 7          | 3        | 2        | 1        | 2           | 12            |           | 1        |            | 10       | 4        | 7        | 8          | 3                  | 12            | 6        | 6                   |
| Grúzia        | 33    |          | 12           | 2        | 1          |          |          |          | 7           | 1             |           |          | 3          |          |          | 3        | 1          |                    |               | 2        | 1                   |
| San Marino    | 0     |          |              |          |            |          |          |          |             |               |           |          |            |          |          |          |            |                    |               |          |                     |
| Ausztria      | 137   | 6        | 3            | 7        | 6          | 10       | 5        | 8        | 6           | 10            | 10        | 4        | 8          |          | 10       | 6        | 12         | 7                  | 6             | 5        | 8                   |
| Albánia       | 83    | 3        | 7            | 8        |            | 8        | 1        | 2        | 10          | 4             | 12        |          |            | 6        |          |          | 3          | 5                  | 2             |          | 12                  |
| Litvánia      | 110   | 5        |              | 1        | 10         | 5        | 8        | 4        |             | 6             | 2         | 10       | 12         | 5        | 5        |          | 6          | 12                 | 5             | 10       | 4                   |
| Ausztrália    | 149   | 10       | 4            | 10       | 12         | 6        | 7        | 12       | 4           | 8             | 6         | 7        | 6          | 8        | 12       | 8        |            | 8                  | 7             | 7        | 7                   |

### 12 pontos országok
Az alábbi országok kaptak 12 pontot a második elődöntőben:
| Darab | Jutalmazott ország | Szavazó ország                        |
| ----- | ------------------ | ------------------------------------- |
| 3     | Ausztrália         | Albánia, Észtország, Izland           |
| 3     | Szlovénia          | Lengyelország, Románia, Spanyolország |
| 1     | Albánia            | Szlovénia, A Világ többi része        |
| 1     | Lengyelország      | Litvánia, Ukrajna                     |
| 1     | Litvánia           | Egyesült Királyság, San Marino        |
| 1     | Örményország       | Belgium, Grúzia                       |
| 1     | Ausztria           | Ausztrália                            |
| 1     | Belgium            | Ausztria                              |
| 1     | Ciprus             | Görögország                           |
| 1     | Grúzia             | Örményország                          |
| 1     | Görögország        | Ciprus                                |
| 1     | Izland             | Dánia                                 |

## Döntő

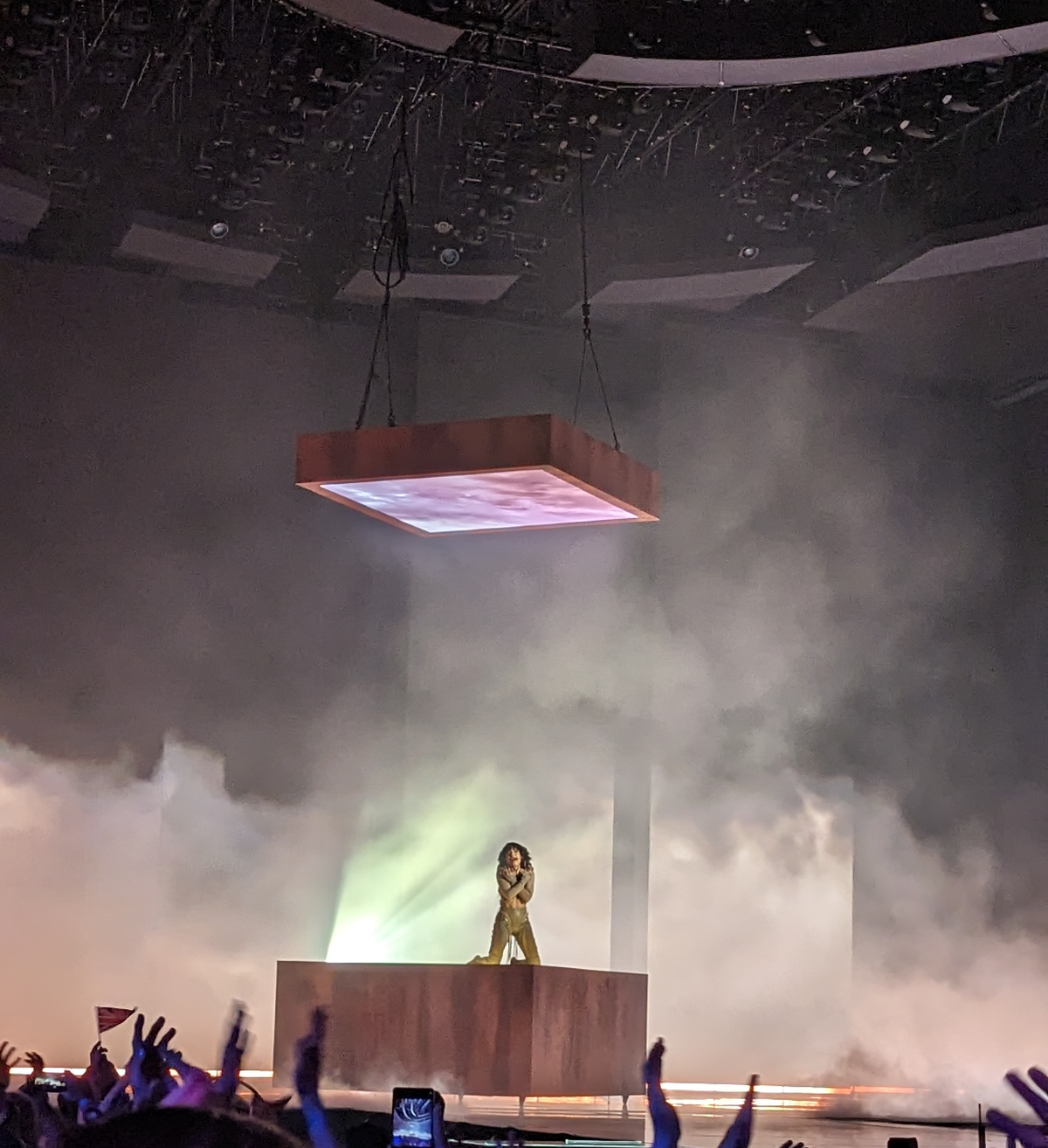
A Svédországot képviselő Loreen, a verseny győztese

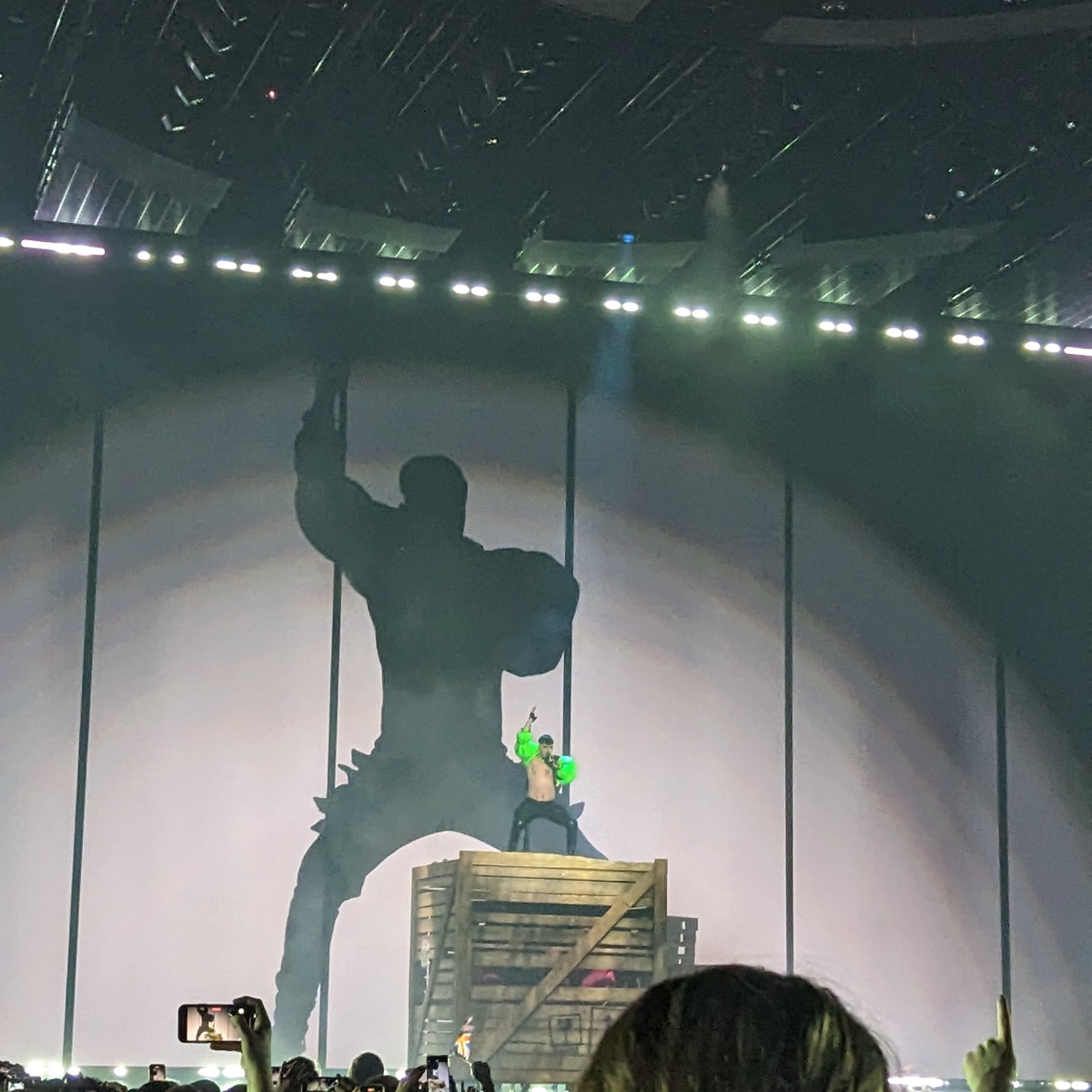
A Finnországot képviselő Käärijä, a verseny második helyezettje

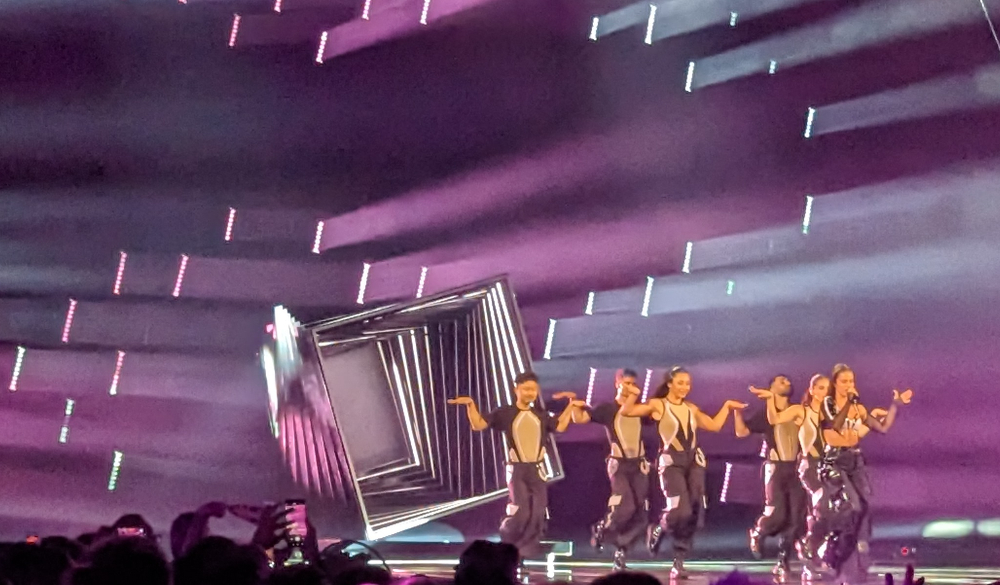
Az Izraelt képviselő Noa Kirel, a verseny harmadik helyezettje

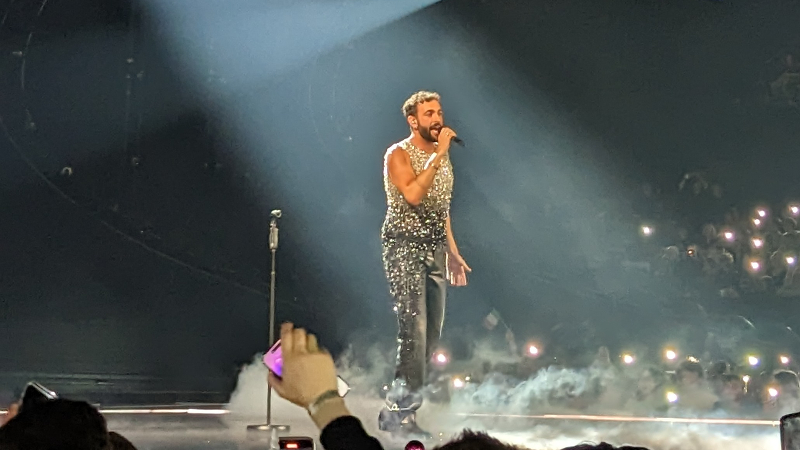
Az Olaszországot képviselő Marco Mengoni, a verseny negyedik helyezettje

A döntőt 2023. május 13-án rendezték meg huszonhat ország részvételével. Az előző évi nyertes, a Kalush Orchestra produkciója nyitotta a döntőt, ezután kezdődött a 26 döntős bevonulása, amelyet a verseny szlogenje inspirált. Híres brit dalok és ukrán eurovíziós dalok hangzottak el eközben a Go A, Jamala, Tina Karol és Verka Serduchka előadásában. A szavazási szünetben az előző év második helyezettje, az Egyesült Királyságot képviselő Sam Ryder lépett fel, majd a Liverpool Songbook keretében az előző évekből ismert eurovíziós előadók (Daði Freyr, Duncan Laurence, Sonia, Mahmood, Netta és Cornelia Jakobs) ikonikussá vált brit dalokat dolgoztak fel. Eközben Ruslana, a 2004-es Eurovíziós Dalfesztivál győztese egy előre rögzített felvétellel Kijevből jelentkezett be.
A mezőnyt a következő országok alkották:
- Az első elődöntő első tíz helyezettje:  Finnország,  Svédország,  Izrael,  Csehország,  Moldova,  Norvégia,  Svájc,  Horvátország,  Portugália,  Szerbia
- A második elődöntő első tíz helyezettje:  Ausztrália,  Ausztria,  Lengyelország,  Litvánia,  Szlovénia,  Örményország,  Ciprus,  Belgium,  Albánia,  Észtország
- A 2022-es Eurovíziós Dalfesztivál győztese:  Ukrajna
- Az automatikusan döntős „Öt Nagy” ország:  Egyesült Királyság,  Franciaország,  Németország,  Olaszország,  Spanyolország

| #  | Ország             | Előadó                    | Dal                    | Helyezés | Pontszám |
| -- | ------------------ | ------------------------- | ---------------------- | -------- | -------- |
| 01 | Ausztria           | Teya & Salena             | Who the Hell Is Edgar? | 15.      | 120      |
| 02 | Portugália         | Mimicat                   | Ai coração             | 23.      | 59       |
| 03 | Svájc              | Remo Forrer               | Watergun               | 20.      | 92       |
| 04 | Lengyelország      | Blanka                    | Solo                   | 19.      | 93       |
| 05 | Szerbia            | Luke Black                | Samo mi se spava       | 24.      | 30       |
| 06 | Franciaország      | La Zarra                  | Évidemment             | 16.      | 104      |
| 07 | Ciprus             | Andrew Lambrou            | Break a Broken Heart   | 12.      | 126      |
| 08 | Spanyolország      | Blanca Paloma             | Eaea                   | 17.      | 100      |
| 09 | Svédország         | Loreen                    | Tattoo                 | 1.       | 583      |
| 10 | Albánia            | Albina & Familja Kelmendi | Duje                   | 22.      | 76       |
| 11 | Olaszország        | Marco Mengoni             | Due vite               | 4.       | 350      |
| 12 | Észtország         | Alika                     | Bridges                | 8.       | 168      |
| 13 | Finnország         | Käärijä                   | Cha Cha Cha            | 2.       | 526      |
| 14 | Csehország         | Vesna                     | My Sister’s Crown      | 10.      | 129      |
| 15 | Ausztrália         | Voyager                   | Promise                | 9.       | 151      |
| 16 | Belgium            | Gustaph                   | Because of You         | 7.       | 182      |
| 17 | Örményország       | Brunette                  | Future Lover           | 14.      | 122      |
| 18 | Moldova            | Pasha Parfeny             | Soarele și luna        | 18.      | 96       |
| 19 | Ukrajna            | Tvorchi                   | Heart of Steel         | 6.       | 243      |
| 20 | Norvégia           | Alessandra                | Queen of Kings         | 5.       | 268      |
| 21 | Németország        | Lord of the Lost          | Blood & Glitter        | 26.      | 18       |
| 22 | Litvánia           | Monika Linkytė            | Stay                   | 11.      | 127      |
| 23 | Izrael             | Noa Kirel                 | Unicorn                | 3.       | 362      |
| 24 | Szlovénia          | Joker Out                 | Carpe Diem             | 21.      | 78       |
| 25 | Horvátország       | Let 3                     | Mama ŠČ!               | 13.      | 123      |
| 26 | Egyesült Királyság | Mae Muller                | I Wrote a Song         | 25.      | 24       |

### Pontbejelentők
A pontbejelentők között ezúttal is több korábbi versenyző volt: a francia Anggun (2012), a grúz Archil Sulakevidze (a Circus Mircus tagjaként, mint Iago Waitman, 2022), a holland S10 (2022), az ír Niamh Kavanagh (1993 győztes), az izlandi Einar Hrafn Stefánsson (a Hatari tagjaként, 2019), az izraeli Ilanit (1973, 1977), a lett Jānis Pētersons (a Citi Zēni tagjaként, 2022), a litván Monika Liu (2022), a Norvégiát képviselő brit Ben Adams (a Subwoolfer tagjaként, 2022), a portugál Maro (2022), a spanyol Ruth Lorenzo (2014) és az ukrán Zlata Ognevich (2013). Örményország pontjait Maléna jelentette be, aki a 2021-es Junior Eurovíziós Dalfesztivál győztese.
| 1. Ukrajna – Zlata Ognevich 2. Olaszország – Kaze 3. Lettország – Jānis Pētersons 4. Hollandia – S10 5. Málta – Ryan Hili 6. Moldova – Doina Stimpovschi 7. Írország – Niamh Kavanagh 8. San Marino – John Kennedy O'Connor 9. Azerbajdzsán – Narmin Salmanova 10. Ausztria – Philipp Hansa 11. Franciaország – Anggun 12. Finnország – Bess 13. Belgium – Bart Cannaerts | 1. Németország – Elton 2. Portugália – Maro 3. Horvátország – Maja Ciglenečki 4. Észtország – Ragnar Klavan 5. Örményország – Maléna 6. Lengyelország – Ida Nowakowska 7. Románia – Eda Marcus 8. Izland – Einar Hrafn Stefánsson 9. Szerbia – Dragana Kosjerina 10. Ciprus – Loukas Hamatsos 11. Norvégia – Ben Adams 12. Svájc – Chiara Dubey 13. Ausztrália – Catherine Martin | 1. Dánia – Tina Müller 2. Spanyolország – Ruth Lorenzo 3. Izrael – Ilanit 4. Svédország – Farah Abadi 5. Grúzia – Archil Sulakevidze 6. Csehország – Radka Rosická 7. Szlovénia – Melani Mekicar 8. Görögország – Fotis Sergoulopoulos 9. Albánia – Andri Xhahu 10. Litvánia – Monika Liu 11. Egyesült Királyság – Catherine Tate |

### Ponttáblázat

#### Zsűri szavazás
| Ország             | Össz. | Szavazók | Szavazók    | Szavazók   | Szavazók  | Szavazók | Szavazók | Szavazók | Szavazók   | Szavazók     | Szavazók | Szavazók      | Szavazók   | Szavazók | Szavazók    | Szavazók   | Szavazók     | Szavazók   | Szavazók     | Szavazók      | Szavazók | Szavazók | Szavazók | Szavazók | Szavazók | Szavazók | Szavazók   | Szavazók | Szavazók      | Szavazók | Szavazók   | Szavazók | Szavazók   | Szavazók  | Szavazók    | Szavazók | Szavazók | Szavazók           |
| Ország             | Össz. | Ukrajna  | Olaszország | Lettország | Hollandia | Málta    | Moldova  | Írország | San Marino | Azerbajdzsán | Ausztria | Franciaország | Finnország | Belgium  | Németország | Portugália | Horvátország | Észtország | Örményország | Lengyelország | Románia  | Izland   | Szerbia  | Ciprus   | Norvégia | Svájc    | Ausztrália | Dánia    | Spanyolország | Izrael   | Svédország | Grúzia   | Csehország | Szlovénia | Görögország | Albánia  | Litvánia | Egyesült Királyság |
| ------------------ | ----- | -------- | ----------- | ---------- | --------- | -------- | -------- | -------- | ---------- | ------------ | -------- | ------------- | ---------- | -------- | ----------- | ---------- | ------------ | ---------- | ------------ | ------------- | -------- | -------- | -------- | -------- | -------- | -------- | ---------- | -------- | ------------- | -------- | ---------- | -------- | ---------- | --------- | ----------- | -------- | -------- | ------------------ |
| Ausztria           | 104   |          |             |            | 1         | 1        |          |          | 6          |              |          | 10            | 2          | 12       | 2           |            |              |            | 2            |               |          | 8        | 6        | 10       |          | 7        | 6          | 7        |               | 6        |            |          |            | 3         | 7           |          | 8        |                    |
| Portugália         | 43    |          |             |            | 5         | 3        | 8        |          |            |              |          | 5             | 3          |          |             |            | 1            |            |              |               |          |          |          |          |          |          | 2          |          | 6             |          |            |          |            |           | 10          |          |          |                    |
| Svájc              | 61    |          | 4           |            | 6         | 6        |          |          |            | 4            | 4        | 3             | 10         |          |             | 2          |              |            |              | 2             |          |          |          | 2        | 2        |          |            |          |               |          | 6          |          |            | 1         | 2           | 7        |          |                    |
| Lengyelország      | 12    | 6        |             |            |           |          |          |          |            |              |          |               |            | 2        |             |            |              |            | 1            |               | 1        |          |          |          |          |          |            |          |               | 2        |            |          |            |           |             |          |          |                    |
| Szerbia            | 14    |          | 1           |            |           |          |          |          |            |              |          |               |            |          | 3           | 4          | 4            |            |              |               |          | 1        |          |          |          |          |            |          |               |          |            |          |            |           | 1           |          |          |                    |
| Franciaország      | 54    |          |             |            | 3         |          |          | 5        |            |              |          |               | 7          | 1        |             |            |              |            | 7            |               |          |          | 4        |          |          |          |            | 6        | 5             |          | 10         |          |            |           |             |          | 6        |                    |
| Ciprus             | 68    |          |             | 6          |           | 5        | 4        |          |            |              | 2        |               | 1          |          |             |            |              |            | 5            | 10            | 6        |          |          |          | 7        |          | 3          | 5        |               | 1        | 1          | 3        |            |           | 4           | 4        | 1        |                    |
| Spanyolország      | 95    |          |             | 8          | 7         |          | 3        |          | 2          | 7            |          |               |            | 6        | 7           | 10         | 6            | 2          | 6            |               |          | 3        | 3        | 6        | 1        | 3        | 4          |          |               |          |            |          | 3          | 2         |             | 1        |          | 5                  |
| Svédország         | 340   | 12       | 8           | 10         | 12        | 12       | 12       | 12       | 4          | 10           | 10       | 6             | 12         | 8        | 12          | 5          | 10           | 12         | 10           | 7             | 10       | 7        | 5        | 12       | 10       | 6        | 7          | 12       | 12            | 12       |            | 4        | 10         | 7         | 6           | 12       | 12       | 12                 |
| Albánia            | 17    |          |             |            |           |          | 1        |          |            | 8            |          |               |            |          |             |            |              |            |              |               | 5        |          |          |          |          |          |            |          |               |          |            |          |            |           | 3           |          |          |                    |
| Olaszország        | 176   | 2        |             | 3          |           | 10       | 10       |          | 12         | 6            | 12       | 2             | 6          | 7        | 4           |            | 12           | 5          |              | 6             | 12       |          | 2        | 5        | 6        | 8        | 1          |          | 10            |          | 7          | 8        | 4          | 12        |             | 2        |          | 2                  |
| Észtország         | 146   | 5        | 6           | 12         |           |          | 7        |          | 10         | 1            |          |               |            |          | 10          | 8          | 3            |            |              | 8             | 8        |          |          |          |          | 10       | 8          |          | 7             | 5        | 2          | 5        | 2          | 10        |             | 8        | 5        | 6                  |
| Finnország         | 150   |          |             |            | 10        | 8        |          | 8        |            | 3            | 8        | 8             |            | 5        |             |            | 7            | 10         | 8            |               |          | 10       | 7        | 3        | 12       |          | 5          | 8        | 1             | 8        | 12         | 1        | 5          |           |             |          | 3        |                    |
| Csehország         | 94    | 7        | 7           |            | 8         |          |          | 3        |            |              | 5        | 4             | 8          | 3        | 5           | 7          |              |            |              |               |          | 6        | 1        | 1        | 4        | 12       |            |          |               | 4        | 3          |          |            | 6         |             |          |          |                    |
| Ausztrália         | 130   | 8        |             |            |           |          | 5        | 4        | 5          | 5            |          |               |            | 4        | 8           | 12         |              | 8          |              | 4             | 3        | 12       |          | 8        | 5        | 2        |            | 2        |               |          |            | 2        | 7          | 4         | 5           | 3        | 4        | 10                 |
| Belgium            | 127   |          | 2           | 2          | 4         |          |          | 10       | 7          |              | 3        |               | 5          |          |             | 6          |              | 6          |              | 5             | 2        | 5        |          |          |          |          | 12         | 3        | 4             | 3        |            | 12       |            | 5         | 12          | 5        | 7        | 7                  |
| Örményország       | 69    |          | 5           | 1          |           |          | 2        | 6        |            |              | 1        | 7             |            |          |             |            |              | 3          |              | 1             |          |          |          | 4        |          | 5        |            |          | 3             |          |            | 10       | 8          |           |             | 10       |          | 3                  |
| Moldova            | 20    |          |             |            |           |          |          |          | 3          |              |          |               |            |          |             |            | 2            |            |              |               | 7        |          |          |          | 8        |          |            |          |               |          |            |          |            |           |             |          |          |                    |
| Ukrajna            | 54    |          | 10          | 4          |           |          | 6        |          |            | 2            |          | 1             |            |          |             |            |              | 7          | 3            |               |          |          |          |          |          |          |            |          |               | 7        |            |          | 12         |           |             |          | 2        |                    |
| Norvégia           | 52    |          |             |            |           | 2        |          |          | 1          |              |          |               |            |          | 6           | 1          |              |            | 4            |               |          | 4        |          |          |          | 4        |            | 10       | 2             | 10       | 8          |          |            |           |             |          |          |                    |
| Németország        | 3     |          |             |            |           |          |          |          |            |              |          |               |            |          |             |            |              |            |              |               |          | 2        |          |          |          |          |            |          |               |          |            |          | 1          |           |             |          |          |                    |
| Litvánia           | 81    | 10       | 3           | 7          |           | 4        |          | 1        | 8          |              | 7        |               |            |          | 1           |            |              | 1          |              | 3             |          |          |          |          |          |          | 10         | 4        |               |          |            | 6        |            | 8         |             |          |          | 8                  |
| Izrael             | 177   | 1        | 12          | 5          | 2         | 7        |          | 7        |            | 12           |          | 12            |            | 10       |             |            | 8            | 4          | 12           | 12            | 4        |          | 10       | 7        | 3        | 1        |            | 8        |               |          | 5          | 7        |            |           | 8           | 6        | 10       | 4                  |
| Szlovénia          | 33    | 3        |             |            |           |          |          |          |            |              | 6        |               |            |          |             |            | 5            |            |              |               |          |          | 12       |          |          |          |            |          |               |          |            |          | 6          |           |             |          |          | 1                  |
| Horvátország       | 11    |          |             |            |           |          |          |          |            |              |          |               |            |          |             | 3          |              |            |              |               |          |          | 8        |          |          |          |            |          |               |          |            |          |            |           |             |          |          |                    |
| Egyesült Királyság | 15    | 4        |             |            |           |          |          | 2        |            |              |          |               | 4          |          |             |            |              |            |              |               |          |          |          |          |          |          |            | 1        |               |          | 4          |          |            |           |             |          |          |                    |

#### Nézői szavazás
| Ország             | Össz. | Szavazók | Szavazók    | Szavazók   | Szavazók  | Szavazók | Szavazók | Szavazók | Szavazók   | Szavazók     | Szavazók | Szavazók      | Szavazók   | Szavazók | Szavazók    | Szavazók   | Szavazók     | Szavazók   | Szavazók     | Szavazók      | Szavazók | Szavazók | Szavazók | Szavazók | Szavazók | Szavazók | Szavazók   | Szavazók | Szavazók      | Szavazók | Szavazók   | Szavazók | Szavazók   | Szavazók  | Szavazók    | Szavazók | Szavazók | Szavazók           | Szavazók            |
| Ország             | Össz. | Ukrajna  | Olaszország | Lettország | Hollandia | Málta    | Moldova  | Írország | San Marino | Azerbajdzsán | Ausztria | Franciaország | Finnország | Belgium  | Németország | Portugália | Horvátország | Észtország | Örményország | Lengyelország | Románia  | Izland   | Szerbia  | Ciprus   | Norvégia | Svájc    | Ausztrália | Dánia    | Spanyolország | Izrael   | Svédország | Grúzia   | Csehország | Szlovénia | Görögország | Albánia  | Litvánia | Egyesült Királyság | A Világ többi része |
| ------------------ | ----- | -------- | ----------- | ---------- | --------- | -------- | -------- | -------- | ---------- | ------------ | -------- | ------------- | ---------- | -------- | ----------- | ---------- | ------------ | ---------- | ------------ | ------------- | -------- | -------- | -------- | -------- | -------- | -------- | ---------- | -------- | ------------- | -------- | ---------- | -------- | ---------- | --------- | ----------- | -------- | -------- | ------------------ | ------------------- |
| Ausztria           | 16    |          |             |            | 4         |          |          |          |            |              |          |               | 2          |          |             |            |              |            |              |               |          |          | 3        |          |          |          | 7          |          |               |          |            |          |            |           |             |          |          |                    |                     |
| Portugália         | 16    |          |             |            |           |          |          |          |            |              |          | 5             |            |          |             |            |              |            |              |               |          |          |          |          |          | 7        |            |          | 4             |          |            |          |            |           |             |          |          |                    |                     |
| Svájc              | 31    |          | 1           |            |           |          |          |          |            | 1            | 2        |               | 1          |          | 3           |            |              | 4          | 2            |               |          |          |          |          | 5        |          |            | 4        |               |          | 8          |          |            |           |             |          |          |                    |                     |
| Lengyelország      | 81    | 12       |             |            | 2         |          | 4        | 8        | 1          |              |          |               |            | 4        | 4           |            |              | 3          | 5            |               |          | 7        |          | 2        | 6        |          |            | 5        |               |          |            |          |            | 1         |             | 1        | 8        | 8                  |                     |
| Szerbia            | 16    |          |             |            |           | 2        |          |          |            |              |          |               |            |          |             |            | 7            |            |              |               |          |          |          |          |          | 1        |            |          |               |          |            |          |            | 6         |             |          |          |                    |                     |
| Franciaország      | 50    |          |             |            |           | 1        |          |          |            |              |          |               |            | 2        |             | 2          |              |            | 10           |               | 3        | 4        | 1        | 3        | 8        |          | 2          |          |               | 1        | 2          |          |            | 3         | 3           | 3        | 1        |                    | 1                   |
| Ciprus             | 58    |          |             |            |           |          | 3        |          | 5          | 6            |          |               |            |          |             |            |              |            | 8            | 4             | 1        |          |          |          | 2        |          | 8          | 2        |               |          |            |          |            |           | 12          | 7        |          |                    |                     |
| Spanyolország      | 5     |          |             |            |           |          |          |          |            |              |          |               |            |          |             | 3          |              |            |              |               |          |          |          |          |          |          |            |          |               |          |            |          |            |           |             |          |          |                    | 2                   |
| Svédország         | 243   | 3        | 3           | 8          | 8         | 10       | 8        | 6        | 8          | 10           | 4        | 3             |            | 10       | 1           | 7          | 2            | 10         | 7            | 7             | 8        | 10       | 6        | 8        | 10       | 5        | 10         | 8        | 5             | 4        |            | 7        | 6          | 4         | 8           | 10       | 7        | 5                  | 7                   |
| Albánia            | 59    |          | 7           |            |           | 3        |          |          |            |              | 3        |               |            | 3        | 8           |            | 6            |            |              |               |          |          |          |          |          | 12       |            |          |               |          |            |          |            | 7         | 4           |          |          |                    | 6                   |
| Olaszország        | 174   |          |             |            | 3         | 12       | 5        |          | 7          | 4            | 8        | 7             |            | 7        | 10          | 6          | 8            | 2          | 3            |               | 7        | 1        | 2        | 6        | 7        | 10       |            | 3        | 6             | 7        | 6          | 5        | 1          | 8         | 5           | 12       | 6        |                    |                     |
| Észtország         | 22    |          |             | 6          | 5         |          |          |          |            |              |          |               | 6          |          |             |            |              |            |              |               |          |          |          |          |          |          |            |          |               |          |            |          |            |           |             |          | 5        |                    |                     |
| Finnország         | 376   | 10       | 6           | 12         | 12        | 8        | 7        | 12       | 12         | 8            | 12       | 6             |            | 12       | 12          | 10         | 10           | 12         | 6            | 10            | 10       | 12       | 12       | 7        | 12       | 8        | 12         | 12       | 12            | 12       | 12         | 8        | 10         | 10        | 10          | 6        | 12       | 12                 | 10                  |
| Csehország         | 35    | 2        | 2           | 1          |           |          | 1        |          |            | 3            |          |               | 10         |          |             |            | 3            |            |              | 3             |          |          | 4        |          |          |          |            |          |               | 2        | 3          |          |            |           | 1           |          |          |                    |                     |
| Ausztrália         | 21    |          |             |            | 1         |          |          |          |            |              |          |               | 8          |          |             |            |              | 6          |              |               |          | 3        |          |          |          |          |            |          |               |          | 1          |          |            |           |             |          |          | 2                  |                     |
| Belgium            | 55    |          |             |            | 10        |          |          | 3        |            |              |          | 2             |            |          | 2           | 1          |              |            |              |               |          | 6        |          |          | 4        |          | 3          | 6        | 3             |          | 7          |          |            | 2         |             |          |          | 6                  |                     |
| Örményország       | 53    |          |             |            |           |          | 2        |          |            |              |          | 12            |            | 6        |             |            |              |            |              |               |          |          |          | 4        |          |          |            |          | 2             | 3        |            | 12       | 2          |           | 2           |          |          |                    | 8                   |
| Moldova            | 76    | 6        | 12          |            |           |          |          | 4        | 3          |              |          | 8             | 3          |          |             | 8          | 1            |            |              |               | 12       |          |          | 1        |          |          |            | 1        | 1             | 5        |            | 3        | 5          |           |             |          | 2        | 1                  |                     |
| Ukrajna            | 189   |          | 8           | 7          |           | 5        | 12       | 7        | 6          | 7            | 5        | 4             |            | 1        | 7           | 12         |              | 8          | 1            | 12            | 4        | 2        |          | 10       | 1        |          |            | 7        | 10            | 8        | 4          | 10       | 12         |           |             |          | 10       | 4                  | 5                   |
| Norvégia           | 216   | 7        | 10          | 3          | 7         | 7        | 6        | 5        | 4          | 2            | 7        | 1             | 12         | 8        | 5           | 4          | 5            | 7          | 4            | 8             | 5        | 8        | 5        | 5        |          | 2        | 6          | 10       | 8             | 10       | 10         | 2        | 7          | 5         | 6           | 4        |          | 7                  | 4                   |
| Németország        | 15    |          |             |            |           |          |          |          |            |              | 6        |               | 5          |          |             |            |              |            |              |               |          |          |          |          |          | 4        |            |          |               |          |            |          |            |           |             |          |          |                    |                     |
| Litvánia           | 46    | 4        |             | 10         |           |          |          | 10       | 2          |              |          |               |            |          |             |            |              | 5          |              | 1             |          |          |          |          |          |          |            |          |               |          |            | 4        |            |           |             |          |          | 10                 |                     |
| Izrael             | 185   | 1        | 5           | 5          | 6         | 6        | 10       | 1        | 10         | 12           | 1        | 10            |            | 5        |             | 5          | 4            |            | 12           | 5             | 6        |          | 7        | 12       | 3        | 3        | 5          |          | 7             |          |            | 6        | 8          |           | 7           | 5        | 3        | 3                  | 12                  |
| Szlovénia          | 45    |          |             | 2          |           |          |          |          |            | 5            |          |               | 7          |          |             |            | 12           | 1          |              | 2             | 2        |          | 8        |          |          |          | 1          |          |               |          |            |          | 3          |           |             | 2        |          |                    |                     |
| Horvátország       | 112   | 8        | 4           | 4          |           |          |          | 2        |            |              | 10       |               | 4          |          | 6           |            |              |            |              | 6             |          | 5        | 10       |          |          | 6        | 4          |          |               | 6        | 5          | 1        | 4          | 12        |             | 8        | 4        |                    | 3                   |
| Egyesült Királyság | 9     | 5        |             |            |           | 4        |          |          |            |              |          |               |            |          |             |            |              |            |              |               |          |          |          |          |          |          |            |          |               |          |            |          |            |           |             |          |          |                    |                     |

### Zsűri és nézői szavazás külön

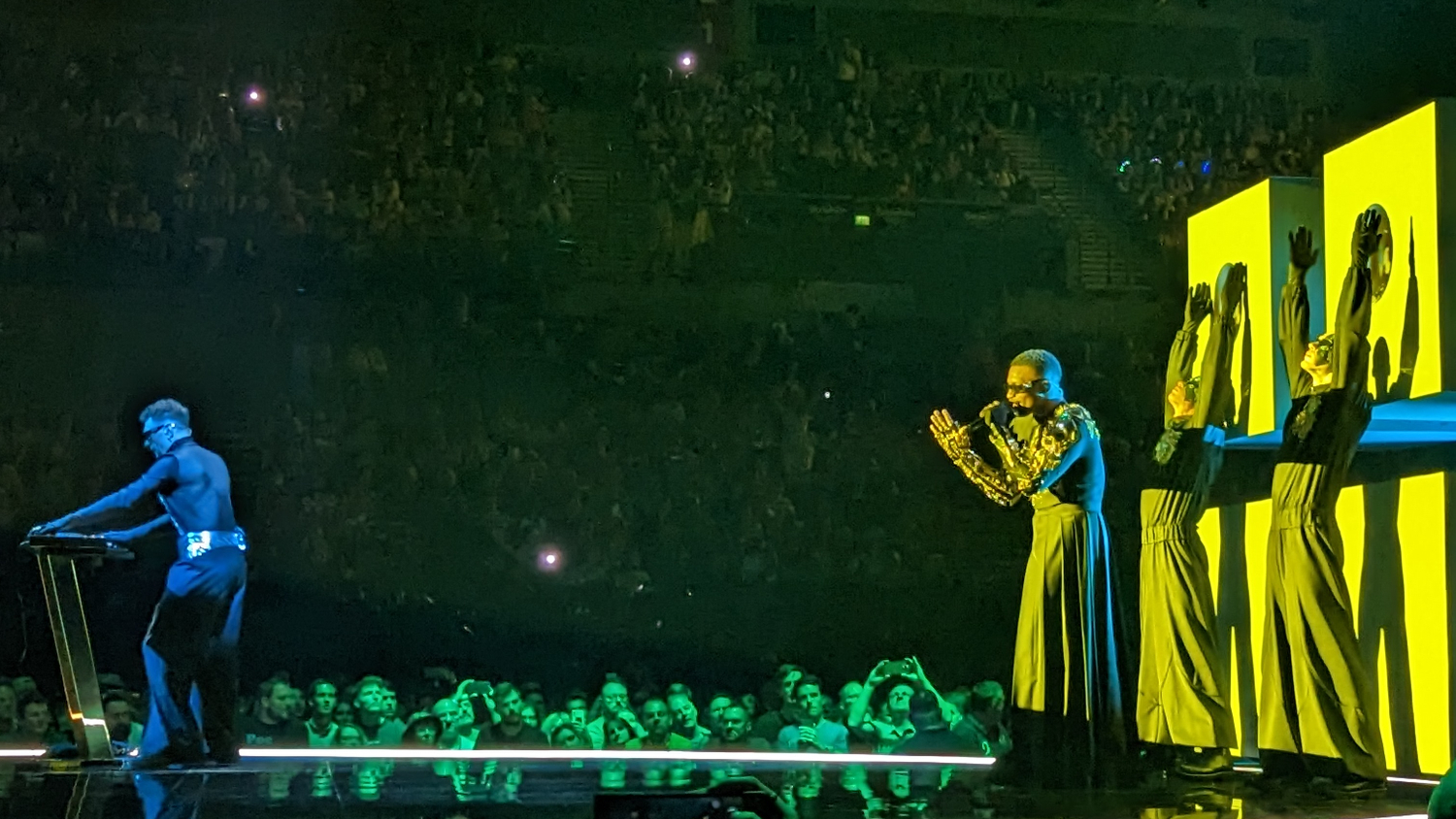
A Ukrajnát képviselő TVORCHI

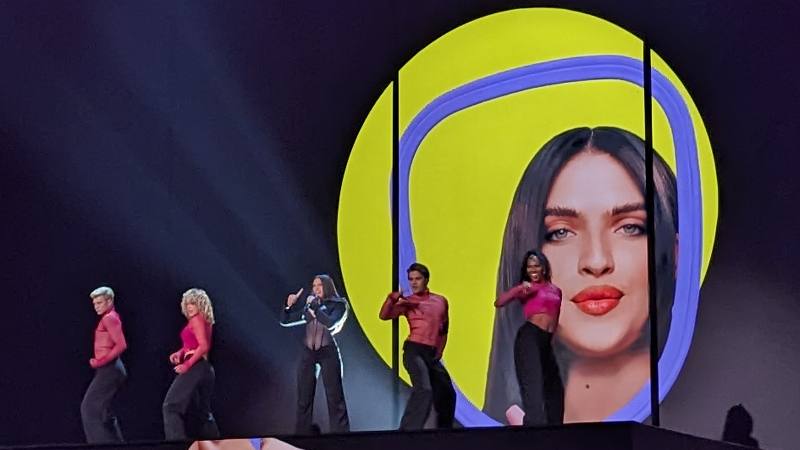
Az Egyesült Királyságot képviselő Mae Muller

| Helyezés | Zsűri szavazás     | Zsűri szavazás | Nézői szavazás     | Nézői szavazás |
| Helyezés | Ország             | Pontszám       | Ország             | Pontszám       |
| -------- | ------------------ | -------------- | ------------------ | -------------- |
| 1.       | Svédország         | 340            | Finnország         | 376            |
| 2.       | Izrael             | 177            | Svédország         | 243            |
| 3.       | Olaszország        | 176            | Norvégia           | 216            |
| 4.       | Finnország         | 150            | Ukrajna            | 189            |
| 5.       | Észtország         | 146            | Izrael             | 185            |
| 6.       | Ausztrália         | 130            | Olaszország        | 174            |
| 7.       | Belgium            | 127            | Horvátország       | 112            |
| 8.       | Ausztria           | 104            | Lengyelország      | 81             |
| 9.       | Spanyolország      | 95             | Moldova            | 76             |
| 10.      | Csehország         | 94             | Albánia            | 59             |
| 11.      | Litvánia           | 81             | Ciprus             | 58             |
| 12.      | Örményország       | 69             | Belgium            | 55             |
| 13.      | Ciprus             | 68             | Örményország       | 53             |
| 14.      | Svájc              | 61             | Franciaország      | 50             |
| 15.      | Ukrajna            | 54             | Litvánia           | 46             |
| 16.      | Franciaország      | 54             | Szlovénia          | 45             |
| 17.      | Norvégia           | 52             | Csehország         | 35             |
| 18.      | Portugália         | 43             | Svájc              | 31             |
| 19.      | Szlovénia          | 33             | Észtország         | 22             |
| 20.      | Moldova            | 20             | Ausztrália         | 21             |
| 21.      | Albánia            | 17             | Szerbia            | 16             |
| 22.      | Egyesült Királyság | 15             | Ausztria           | 16             |
| 23.      | Szerbia            | 14             | Portugália         | 16             |
| 24.      | Lengyelország      | 12             | Németország        | 15             |
| 25.      | Horvátország       | 11             | Egyesült Királyság | 9              |
| 26.      | Németország        | 3              | Spanyolország      | 5              |

### 12 pontos országok
| Darab | Jutalmazott ország | Szavazó ország |
| ----- | ------------------ | --- |
| 15    | Svédország         | Albánia, Ciprus, Dánia, Egyesült Királyság, Észtország, Finnország, Hollandia, Írország, Izrael, Litvánia, Málta, Moldova, Németország, Spanyolország, Ukrajna |
| 5     | Izrael             | Azerbajdzsán, Franciaország, Lengyelország, Olaszország, Örményország                                                                                          |
| 5     | Olaszország        | Ausztria, Horvátország, Románia, San Marino, Szlovénia |
| 3     | Belgium            | Ausztrália, Grúzia, Görögország |
| 2     | Ausztrália         | Izland, Portugália |
| 2     | Finnország         | Norvégia, Svédország |
| 1     | Ausztria           | Belgium |
| 1     | Csehország         | Svájc |
| 1     | Észtország         | Lettország |
| 1     | Szlovénia          | Szerbia |
| 1     | Ukrajna            | Csehország |

| Darab | Jutalmazott ország | Szavazó ország |
| ----- | ------------------ | --- |
| 18    | Finnország         | Ausztrália, Ausztria, Belgium, Dánia, Egyesült Királyság, Észtország, Hollandia, Írország, Izland, Izrael, Lettország, Litvánia, Németország, Norvégia, San Marino, Spanyolország, Svédország, Szerbia |
| 4     | Izrael             | Azerbajdzsán, Ciprus, Örményország, A Világ többi része |
| 4     | Ukrajna            | Csehország, Lengyelország, Moldova, Portugália |
| 2     | Olaszország        | Albánia, Málta |
| 2     | Moldova            | Olaszország, Románia |
| 2     | Örményország       | Franciaország, Grúzia |
| 1     | Albánia            | Svájc |
| 1     | Ciprus             | Görögország |
| 1     | Horvátország       | Szlovénia |
| 1     | Lengyelország      | Ukrajna |
| 1     | Norvégia           | Finnország |
| 1     | Szlovénia          | Szerbia |

## Nemzetközi közvetítések
Az elődöntőket és a döntőt az interneten élőben közvetítette kommentár nélkül a verseny hivatalos YouTube-és TikTok-csatornája is. Magyarországon az előző évhez hasonlóan egyetlen tévécsatorna sem közvetítette a műsort.
| Ország              | Kommentátor | Közvetítő                         | Közvetítő                         | Közvetítő                         |
| Ország              | Kommentátor | Első elődöntő                     | Második elődöntő                  | Döntő                             |
| Részt vevő országok | Részt vevő országok | Részt vevő országok               | Részt vevő országok               | Részt vevő országok               |
| ------------------- | --- | --------------------------------- | --------------------------------- | --------------------------------- |
| Albánia             | Andri Xhahu | RTSH 1, RTSH Muzikë, Radio Tirana | RTSH 1, RTSH Muzikë, Radio Tirana | RTSH 1, RTSH Muzikë, Radio Tirana |
| Ausztrália          | Myf Warhurst és Joel Creasey | SBS                               | SBS                               | SBS                               |
| Ausztria            | Andi Knoll | ORF 1                             | ORF 1                             | ORF 1                             |
| Ausztria            | Jan Böhmermann és Olli Schulz | Nem volt közvetítés               | Nem volt közvetítés               | FM4                               |
| Azerbajdzsán        | Azer Suleymanli | İTV                               | İTV                               | İTV                               |
| Belgium             | Peter Van de Veire (hollandul) | VRT 1                             | VRT 1                             | VRT 1                             |
| Belgium             | Peter Van de Veire (hollandul) | Nem volt közvetítés               | Radio 2                           | Radio 2                           |
| Belgium             | Jean-Louis Lahaye és Maureen Louys (franciául) | Tipik                             | La Une                            | La Une                            |
| Ciprus              | Alexandros Taramountas és Melina Karageorgiou | RIK 1, RIK HD, RIK Sat            | RIK 1, RIK HD, RIK Sat            | RIK 1, RIK HD, RIK Sat            |
| Csehország          | Jan Maxián | ČT2                               | ČT2                               | ČT2                               |
| Dánia               | Nicolai Molbech | DR1                               | DR1                               | DR1                               |
| Egyesült Királyság  | Rylan Clark-Neal és Scott Mills (elődöntők) Graham Norton és Mel Giedroyc (döntő)                                                                   | BBC One                           | BBC One                           | BBC One                           |
| Egyesült Királyság  | Paddy O'Connell (elődöntők) Claire Sweeney (döntő)                                                                                                  | BBC Radio Merseyside              | BBC Radio Merseyside              | BBC Radio Merseyside              |
| Egyesült Királyság  | Paddy O'Connell (elődöntők) Rylan Clark-Neal és Scott Mills (döntő)                                                                                 | BBC Radio 2                       | BBC Radio 2                       | BBC Radio 2                       |
| Észtország          | Marko Reikop (észtül) | ETV                               | ETV                               | ETV                               |
| Észtország          | Aleksandr Hobotov és Julia Kalenda (oroszul) | ETV+                              | ETV+                              | ETV+                              |
| Észtország          | Jelnyelvi tolmácsolás | Jupiter                           | Jupiter                           | ETV2                              |
| Finnország          | Mikko Silvennoinen | Yle TV1                           | Yle TV1                           | Yle TV1                           |
| Finnország          | Sanna Pirkkalainen | Yle Radio Suomi                   | Yle Radio Suomi                   | Yle Radio Suomi                   |
| Finnország          | Eva Frantz és Johan Lindroos (svédül) | Yle X3M                           | Yle X3M                           | Yle X3M                           |
| Finnország          | Papananaama | YleX                              | Nem volt közvetítés               | YleX                              |
| Finnország          | Eva Frantz és Johan Lindroos (svédül) Levan Tvaltvadze (oroszul) Heli Huovinen (inari számi) Aslak Paltto (északi számi) Galyna Sergeyeva (ukránul) | Yle Arenaa[j]                     | Yle Arenaa[j]                     | Yle Arenaa[j]                     |
| Franciaország       | Anggun és André Manoukian (elődöntők) Laurence Boccolini és Stéphane Bern (döntő)                                                                   | Culturebox                        | Culturebox                        | France 2                          |
| Grúzia              | Nika Lobiladze | 1TV                               | 1TV                               | 1TV                               |
| Görögország         | Maria Kozakou és Jenny Melita | ERT1                              | ERT1                              | ERT1                              |
| Görögország         | Dimitris Meidanis, Maria Kozakou és Jenny Melita | Deftero Programma                 | Deftero Programma                 | Deftero Programma                 |
| Hollandia           | Cornald Maas és Jan Smit | NPO 1, BVN                        | NPO 1, BVN                        | NPO 1, BVN                        |
| Horvátország        | Duško Ćurlić | HRT 1                             | HRT 1                             | HRT 1                             |
| Izland              | Gísli Marteinn Baldursson | RÚV                               | RÚV                               | RÚV                               |
| Izland              | Jelnyelvi tolmácsolás | RÚV 2                             | RÚV 2                             | RÚV 2                             |
| Izrael              | Asaf Liberman és Akiva Novick (összes adás) Doron Medalie (döntő)                                                                                   | Kan 11, Kan 88                    | Kan 11, Kan 88                    | Kan 11, Kan 88                    |
| Írország            | Marty Whelan | RTÉ One                           | RTÉ2                              | RTÉ One                           |
| Írország            | Neil Doherty és Zbyszek Zalinski | RTÉ 2FM                           | Nem volt közvetítés               | RTÉ 2FM                           |
| Lengyelország       | Aleksander Sikora és Marek Sierocki | TVP1, TVP Polonia                 | TVP1, TVP Polonia                 | TVP1, TVP Polonia                 |
| Lettország          | Lauris Reiniks (elődöntők) Toms Grēviņš (összes adás)                                                                                               | LTV1                              | LTV1                              | LTV1                              |
| Litvánia            | Ramūnas Zilnys | LRT Televizija, LRT Radijas       | LRT Televizija, LRT Radijas       | LRT Televizija, LRT Radijas       |
| Málta               | Nem volt | TVM                               | TVM                               | TVM                               |
| Moldova             | Ion Jalbă | TV Moldova 1                      | TV Moldova 1                      | TV Moldova 1                      |
| Németország         | Peter Urban | One                               | One                               | One, Das Erste                    |
| Norvégia            | Marte Stokstad | NRK                               | NRK                               | NRK                               |
| Olaszország         | Gabriele Corsi és Mara Maionchi | Rai 2                             | Rai 2                             | Rai 1                             |
| Olaszország         | Diletta Parlangeli, Mariolina Simone és Saverio Raimondo                                                                                            | Rai Radio 2                       | Rai Radio 2                       | Rai Radio 2                       |
| Örményország        | Hrachuhi Utmazyan és Hamlet Arakelyan | H1                                | H1                                | H1                                |
| Portugália          | Nuno Galopim és José Carlos Malato | RTP 1                             | RTP 1                             | RTP 1                             |
| Románia             | Bogdan Stănescu és Kyrie Mendel | TVR1, TVRi                        | TVR1, TVRi                        | TVR1, TVRi                        |
| San Marino          | Lia Fiorio és Gigi Restivo | San Marino RTV                    | San Marino RTV                    | San Marino RTV                    |
| Spanyolország       | Tony Aguilar és Julia Varela | La 1, TVE Internacional           | La 1, TVE Internacional           | La 1, TVE Internacional           |
| Svájc               | Sven Epiney (németül) | SRF zwei                          | SRF zwei                          | SRF 1                             |
| Svájc               | Jean-Marc Richard, Nicolas Tanner és Priscilla Formaz (franciául)                                                                                   | RTS 2                             | RTS 2                             | RTS 1                             |
| Svájc               | Ellis Cavallini és Gian-Andrea Costa (olaszul) | RSI La 2                          | RSI La 2                          | RSI La 1                          |
| Svédország          | Edward af Sillén (összes adás) Måns Zelmerlöw (döntő)                                                                                               | SVT1                              | SVT1                              | SVT1                              |
| Svédország          | Carolina Norén | SR P4                             | SR P4                             | SR P4                             |
| Szerbia             | Duška Vučinić-Lučić | RTS3, RTS Svet                    | RTS3, RTS Svet                    | RTS1, RTS Svet                    |
| Szlovénia           | Andrej Hofer | TV SLO 2                          | TV SLO 2                          | TV SLO 1                          |
| Szlovénia           | Neja Jerant (második elődöntő) Maja Stepančič, Maruša Kerec és Neja Jerant (második elődöntő és döntő)                                              | Nem volt közvetítés               | Radio Val 202, Radio Maribor      | Radio Val 202, Radio Maribor      |
| Ukrajna             | Timur Miroshnychenko | Szuszpilne Kultura, Radio Promin  | Szuszpilne Kultura, Radio Promin  | Szuszpilne Kultura, Radio Promin  |
| További országok    | |                                   |                                   |                                   |
| Chile               | Sergio Lagos és Rayén Araya | Nem volt közvetítés               | Nem volt közvetítés               | Canal 13                          |
| Egyesült Államok    | Johnny Weir (döntő) | Peacock                           | Peacock                           | Peacock                           |
| Észak-Macedónia     | Eli Tanaskovska és Aleksandra Jovanovska | MRT 1                             | MRT 1                             | MRT 1                             |
| Feröer              | Gunnar Nolsøe és Siri Súsonnudóttir Hansen (feröeriül) Nicolai Molbech (dánul)                                                                      | KVF                               | KVF                               | KVF                               |
| Koszovó             | Jeta Çitaku és Ylber Asllanaj (albánul) | RTK1                              | RTK1                              | RTK1                              |
| Montenegró          | Dražen Bauković és Tijana Mišković | TVCG 2                            | TVCG 2                            | TVCG 2                            |
| Szlovákia           | Daniel Baláž, Lucia Haverlík, Pavol Hubinák és Juraj Malíček                                                                                        | Nem volt közvetítés               | Nem volt közvetítés               | Rádio FM                          |

10.↑ j: A második elődöntőt nem közvetítették oroszul és ukránul.

## Incidensek

### Botrány a görög dalválasztással
A görög válogató egyik résztvevője, Melissa Mantzoukis elmondása szerint a végeredményt elcsalták és meghamisították, mert nem őt választották ki az ország képviseletére. Az énekesnő később beperelte az ERT közszolgálati műsorszolgáltatót. Maga a görög televízió nem volt hajlandó közölni a dalválasztás részletes eredményeit, és semmilyen módon nem kommentálta ezt a helyzetet. A feljelentés után felmerült annak a lehetősége, hogy ha a delegációvezetők márciusi találkozójáig nem oldódik meg a helyzet, akkor Görögország kénytelen lesz visszalépni a versenyből. 2023. március 6-án a görög bíróság úgy döntött, hogy nem tiltja meg Görögország részvételét a versenyen, így viszont lehetővé vált az, hogy megjelentessék a résztvevőjüknek kiválasztott Victor Vernicos dalát. Mantzoukis keresetét a görög műsorszolgáltatóval szemben májusban egy külön meghallgatás során tárgyalták. Érdekesség, hogy a dal végül nem jelent meg nyilvánosan, és a következő évben Ciprus versenydala lett Silia Kapsis előadásában.

## Egyéb díjak

### Marcel Bezençon-díj
A Marcel Bezençon-díjjal, melyet először a 2002-es Eurovíziós Dalfesztiválon adták át Észtország fővárosában, Tallinnban, a legjobb döntős dalokat és előadókat díjazzák. A díjat Christer Björkman (Svédország versenyzője az 1992-es Eurovíziós Dalfesztiválon és az ország volt delegációvezetője) és Richard Herrey (az 1984-es verseny győztese a Herreys tagjaként) alapították és a verseny alapítójáról nevezték el. Három kategóriában osztják ki az elismerést: a legjobb előadónak járó Művészeti díj (a részt vevő országok kommentátorjainak döntése alapján), a legeredetibb dal szerzőjét elismerő Zeneszerzői díj (az adott évben döntős dalok szerzőinek zsűrije ítéli oda) és a legjobb dalnak járó Sajtódíj (az akkreditált újságírók szavazatai alapján). A győzteseket nem sokkal a döntő előtt hirdették ki.
| Kategória       | Ország      | Előadó        | Dal      | Szerző                                                                                    |
| --------------- | ----------- | ------------- | -------- | ----------------------------------------------------------------------------------------- |
| Művészeti díj   | Svédország  | Loreen        | Tattoo   | Cazzi Opeia, Jimmy "Joker" Thörnfeldt, Jimmy Jansson, Loreen, Peter Boström, Thomas G:son |
| Zeneszerzői díj | Olaszország | Marco Mengoni | Due vite | Davide Petrella, Davide Simonetta, Marco Mengoni                                          |
| Sajtódíj        | Svédország  | Loreen        | Tattoo   | Cazzi Opeia, Jimmy "Joker" Thörnfeldt, Jimmy Jansson, Loreen, Peter Boström, Thomas G:son |

### OGAE-szavazás
Az OGAE (franciául: Organisation Générale des Amateurs de l'Eurovision, magyarul: Az Eurovízió rajongóinak Általános Szervezete) egy internacionális szervezet, melyet 1984-ben Jari-Pekka Koikkalainen alapított Savonlinnában, Finnországban. A szervezet 2018-ban negyvenkét eurovíziós rajongói klubbal állt összeköttetésben Európa-szerte és azon túl, melyek nem kormányzati, nem politizáló és nem gazdasági szervezetek. 2007 óta minden évben szerveznek a verseny előtt egy szavazást, ahol a ugyanazt a szavazási módszert alkalmazzák, mint az Eurovíziós Dalfesztiválokon (mindegyik ország a 10 kedvenc dalára szavaz, melyek 1–7, 8, 10, és 12 pontot kapnak).
| Helyezés | Ország        | Előadó        | Dal                    | Pontszám |
| -------- | ------------- | ------------- | ---------------------- | -------- |
| 1.       | Svédország    | Loreen        | Tattoo                 | 423      |
| 2.       | Finnország    | Käärijä       | Cha Cha Cha            | 394      |
| 3.       | Franciaország | La Zarra      | Évidemment             | 302      |
| 4.       | Norvégia      | Alessandra    | Queen of Kings         | 263      |
| 5.       | Ausztria      | Teya & Salena | Who the Hell Is Edgar? | 228      |

## Térkép

A döntő résztvevői
Az elődöntőben kiesett országok
Országok, melyek korábban részt vettek, de ebben az évben nem

## Lásd még
- 2023-as Junior Eurovíziós Dalfesztivál
- 2023-as Eurovíziós Kórusverseny